# Histoire des mathématiques
L’histoire des mathématiques s'étend sur plusieurs millénaires et dans de nombreuses régions du globe allant de la Chine à l’Amérique centrale. Jusqu'au XVIIe siècle, le développement des connaissances mathématiques s’effectue essentiellement de façon cloisonnée dans divers endroits du globe. À partir du XIXe et surtout au XXe siècle, le foisonnement des travaux de recherche et la mondialisation des connaissances mènent plutôt à un découpage de cette histoire en fonction des domaines mathématiques.

## Préhistoire
L'os d'Ishango datant de plus de 20 000 ans est généralement cité pour être la première preuve de la connaissance des premiers nombres premiers et de la multiplication, mais cette interprétation reste sujette à discussions. Il est dit que les mégalithes en Égypte au Ve millénaire avant notre ère ou en Angleterre au IIIe millénaire incorporeraient des idées géométriques comme les cercles, les ellipses et les triplets pythagoriciens[réf. nécessaire]. En 2 600 avant notre ère, les constructions égyptiennes attestent d'une connaissance empirique et technique de la géométrie, sans qu'il soit toutefois possible de certifier que ces constructions aient été pensées par l'emploi méthodique des mathématiques.
Ces questions ont conduit à un domaine de recherche que l'on appelle l'ethnomathématique, qui se situe à la frontière de l'anthropologie, de l'ethnologie et des mathématiques et qui vise entre autres à comprendre l'essor progressif des mathématiques dans les premières civilisations à partir des objets, instruments, peintures, et autres documents retrouvés.

## De Sumer à Babylone

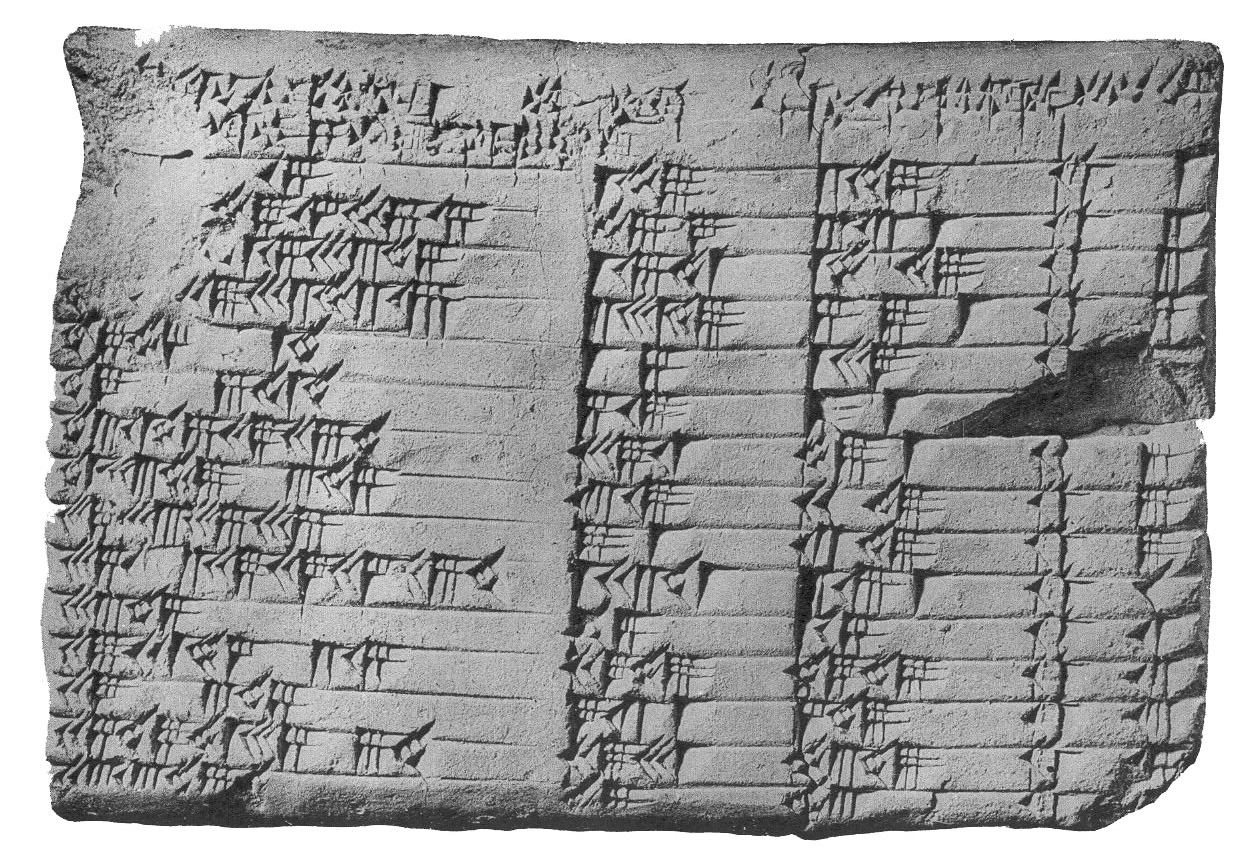
Plimpton 322, une tablette babylonienne énumérant les triplets pythagoriciens

On attribue généralement le début de l'écriture à Sumer, dans le bassin du Tigre et de l'Euphrate ou Mésopotamie. Cette écriture, dite cunéiforme, naît du besoin d'organiser l'irrigation et le commerce. Conjointement à la naissance de l'écriture naissent les premières mathématiques utilitaires (économie, calculs de surface). Le premier système numérique positionnel apparaît : le système sexagésimal. Pendant près de deux mille ans, les mathématiques vont se développer dans la région de Sumer, Akkad puis Babylone. Les tablettes datant de cette période sont constituées de tables numériques et de modes d'emploi. C'est ainsi qu'à Nippur (à une centaine de kilomètres de Bagdad), ont été découvertes au XIXe siècle des tablettes scolaires datant de l'époque paléo-Babylonienne (2000 av. J.-C.). On sait donc qu'ils connaissaient les quatre opérations mais se sont lancés dans des calculs plus complexes avec une très grande précision, comme des algorithmes d'extraction de racines carrées, racines cubiques, la résolution d'équations du second degré. Comme ils faisaient les divisions par multiplication par l'inverse, les tables d'inverse jouaient un grand rôle. On en a retrouvé avec des inverses pour des nombres à six chiffres sexagésimaux, ce qui indique une très grande précision.
On a également retrouvé des tablettes sur lesquelles figurent des listes de carrés d'entier, des listes de cubes et une liste souvent interprétée comme celle de triplets pythagoriciens suggérant qu'ils connaissaient la propriété des triangles rectangles plus de 1 000 ans avant Pythagore. Des tablettes ont aussi été retrouvées décrivant des algorithmes pour résoudre des problèmes complexes.
Ils étaient capables d'utiliser des interpolations linéaires pour les calculs des valeurs intermédiaires ne figurant pas dans leurs tableaux. La période la plus riche concernant ces mathématiques est la période de Hammurabi (XVIIIe siècle av. J.-C.). Vers 1000 av. J.-C., on observe un développement du calcul vers l'astronomie mathématique.

## Égypte

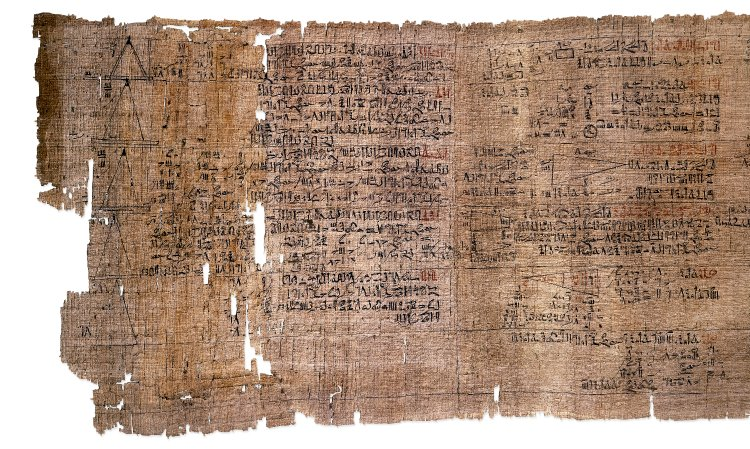
Le papyrus Rhind, retrouvé dans les années 1850, contient 87 problèmes résolus d'arithmétique, d'algèbre, de géométrie et d'arpentage. Deuxième période intermédiaire, vers 1550 av. J.-C. British Museum.

Les meilleures sources sur les connaissances mathématiques en Égypte antique sont le Papyrus Rhind (Deuxième Période intermédiaire, XXe siècle) qui développe de nombreux problèmes de géométrie, et le Papyrus de Moscou (1850 av. J.-C.) et le rouleau de cuir. À ces documents s'ajoutent trois autres papyrus et deux tablettes de bois ; le manque de documents ne permet pas d'attester ces connaissances. Les Égyptiens ont utilisé les mathématiques principalement pour le calcul des salaires, la gestion des récoltes, les calculs de surface et de volume et dans leurs travaux d'irrigation et de construction (voir Sciences égyptiennes). Ils utilisaient un système d'écriture des nombres additionnel (numération égyptienne). Ils connaissaient les quatre opérations, étaient familiers du calcul fractionnaire (basé uniquement sur les inverses d'entiers naturels) et étaient capables de résoudre des équations du premier degré par la méthode de la fausse position. Ils utilisaient une approximation fractionnaire de π. Les équations ne sont pas écrites, mais elles sous-tendent les explications données.

## Chine

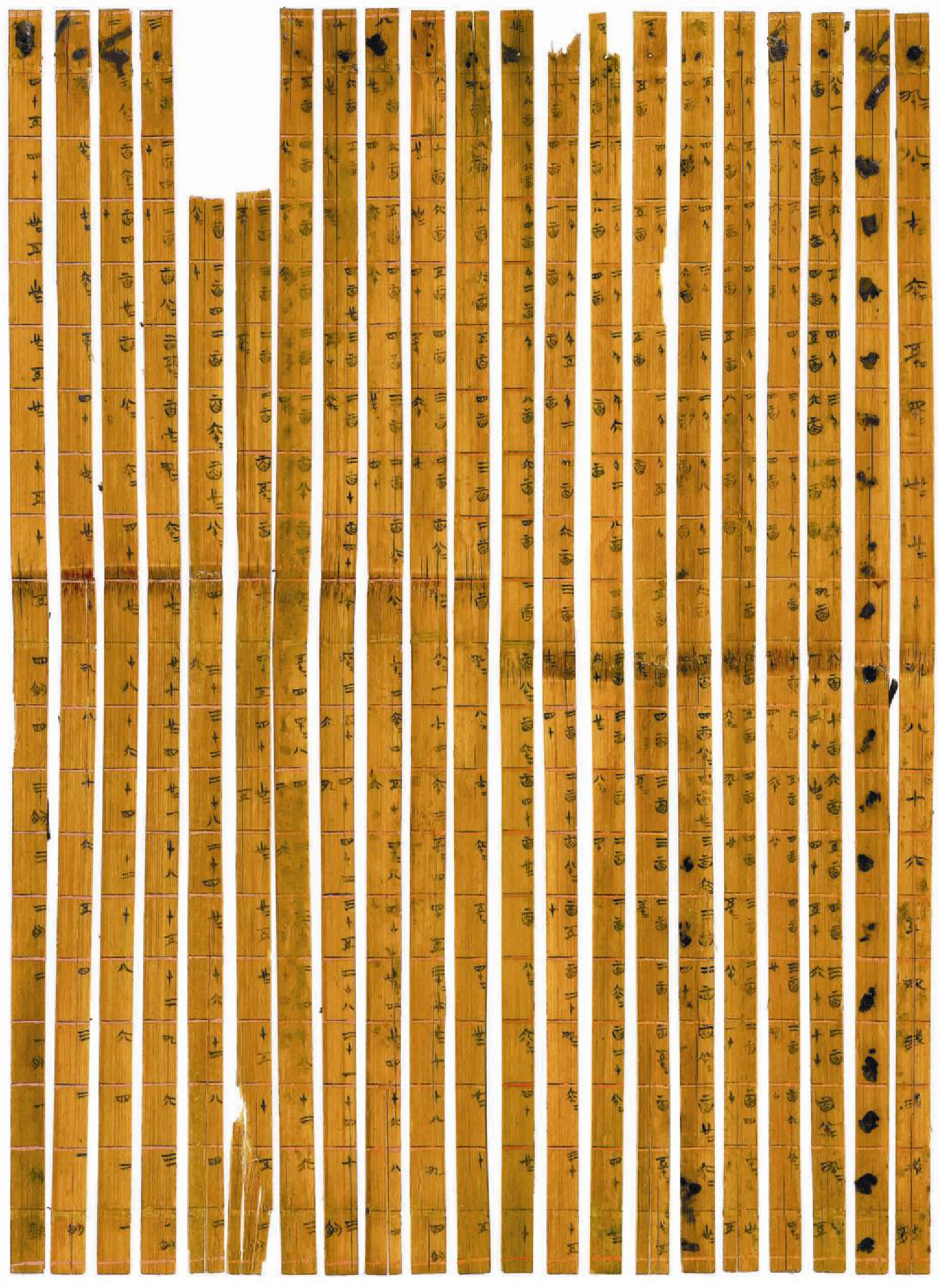
Lamelles de bambou de Tsinghua. Cette collection de lamelles servait vraisemblablement de table de multiplication.

La source principale la plus ancienne de nos connaissances sur les mathématiques chinoises provient du manuscrit de Jiǔzhāng Suànshù ou Les Neuf Chapitres sur l'art mathématique, daté du Ier siècle, mais regroupant des résultats probablement plus anciens. On y découvre que les Chinois avaient développé des méthodes de calcul et de démonstration qui leur étaient propres : arithmétique, fractions, extraction des racines carrées et cubiques, mode de calcul de l'aire du disque, volume de la pyramide et méthode du pivot de Gauss. Leur développement des algorithmes de calcul est remarquablement moderne. Mais on trouve aussi, sur des os de moutons et de bœufs, des gravures prouvant qu'ils utilisaient un système décimal positionnel (numération chinoise). Ils sont aussi à l'origine d'abaques les aidant à calculer. Les mathématiques chinoises avant notre ère sont principalement tournées vers les calculs utilitaires. Elles se développent ensuite de manière propre entre le Ier et le VIIe siècle apr. J.-C. puis entre le Xe et le XIIIe siècle.

## Civilisations précolombiennes

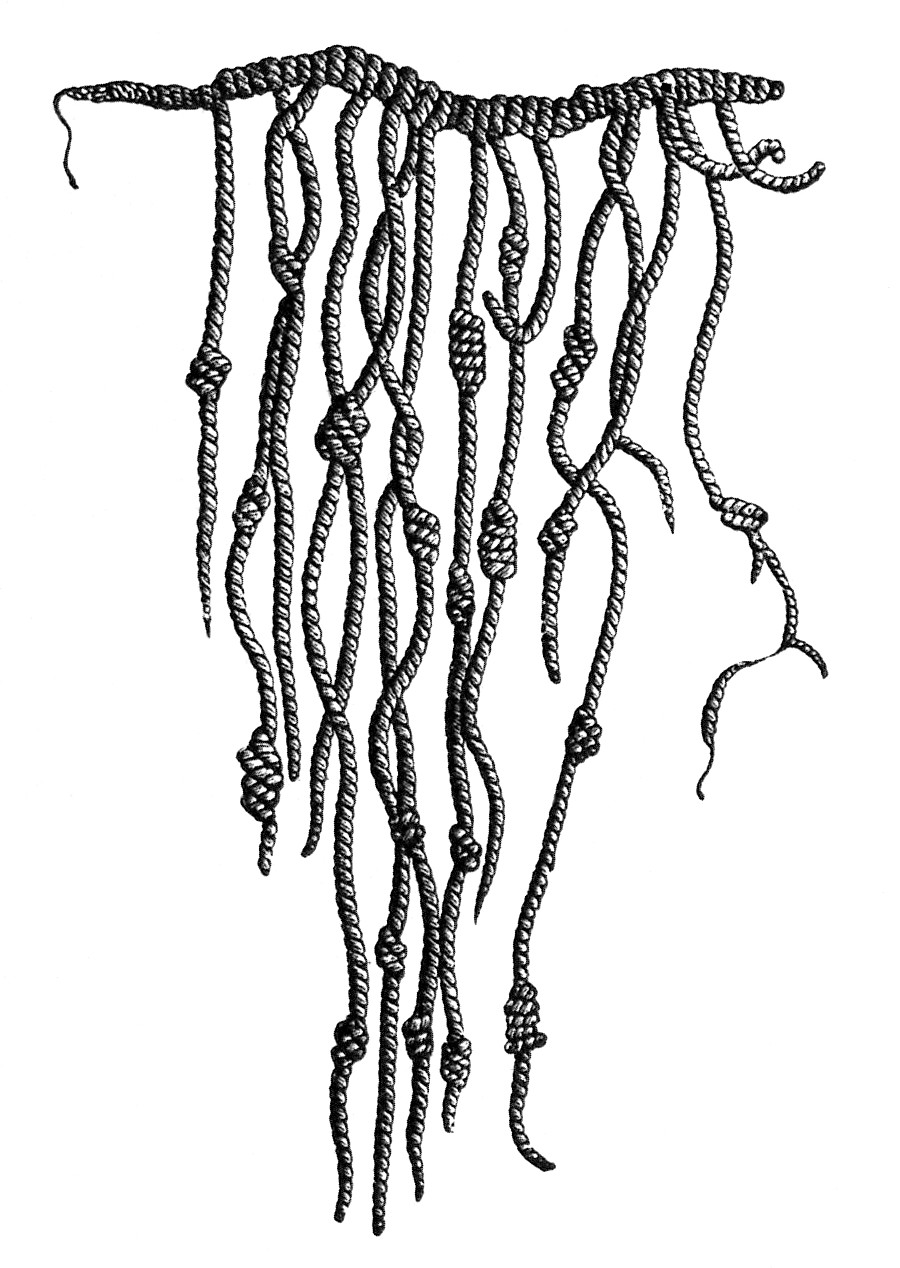
Exemple de quipu.

La civilisation maya s'étend de 2600 av. J.-C. jusqu'à 1500 ans apr. J.-C. avec un apogée à l'époque classique du IIIe siècle au IXe siècle. Les mathématiques sont principalement numériques et tournées vers le comput calendaire et l'astronomie. Les Mayas utilisent un système de numération positionnel de base vingt (numération maya). Les sources mayas sont issues principalement des codex (écrits autour du XIIIe siècle). Mais ceux-ci ont été en grande majorité détruits par l'Inquisition et il ne reste de nos jours que quatre codex (celui de Dresde, de Paris, de Madrid et Grolier) dont le dernier est peut-être un faux.
La civilisation Inca (1400-1530) a développé un système de numération positionnel en base 10 (donc similaire à celui utilisé aujourd'hui). Ne connaissant pas l'écriture, ils utilisaient des quipus pour « écrire » les statistiques de l'État. Un quipu est un encordage dont les cordes présentent trois types de nœuds symbolisant respectivement l'unité, la dizaine et la centaine. Un agencement des nœuds sur une corde donne un nombre entre 1 et 999 ; les ajouts de cordes permettant de passer au millier, au million, etc.

## Inde
La civilisation de la vallée de l'Indus développa un usage essentiellement pratique des mathématiques : système décimal de poids et mesures et régularité des proportions dans la confection de briques. Les sources écrites les plus anciennes concernant les mathématiques indiennes sont les Śulba-Sūtras (de 800 av. J.-C. jusqu'à 200). Ce sont des textes religieux écrits en sanscrit réglementant la taille des autels de sacrifice. Les mathématiques qui y sont présentées sont essentiellement géométriques et sans démonstration. On ignore s'il s'agit de la seule activité mathématique de cette époque ou seulement les traces d'une activité plus générale. Les Indiens connaissaient le théorème de Pythagore, savaient construire de manière exacte la quadrature d'un rectangle (construction d'un carré de même aire) et de manière approchée celle du cercle. On voit apparaître aussi des approximations fractionnaires de π et de racine carrée de deux. Vers la fin de cette période, on voit se mettre en place les neuf chiffres du système décimal.
Il faut ensuite attendre l'époque jaïniste (Ve siècle apr. J.-C.) pour voir naître de nouveaux textes mathématiques. Les mathématiciens de cette époque commencent une réflexion sur l'infini, développent des calculs sur des nombres de la forme x1/2n qu'ils nomment première racine carrée, seconde racine carrée, troisième racine carrée. De cette époque, datent l'Aryabhata (499), du nom de son auteur, écrit en sanscrit et en vers, et les traités d'astronomie et de mathématiques de Brahmagupta (598-670). Dans le premier, on y trouve des calculs de volume et d'aire, des calculs de sinus qui donne la valeur de la demi-corde soutenue par un arc, la série des entiers, des carrés d'entiers, des cubes d'entiers. Une grande partie de ces mathématiques sont orientées vers l'astronomie. Mais on trouve aussi des calculs de dettes et recettes où l'on voit apparaître les premières règles d'addition et de soustraction sur les nombres négatifs. Mais c'est à Brahmagupta que l'on doit les règles opératoires sur le zéro en tant que nombre et la règle des signes.

## Grèce antique

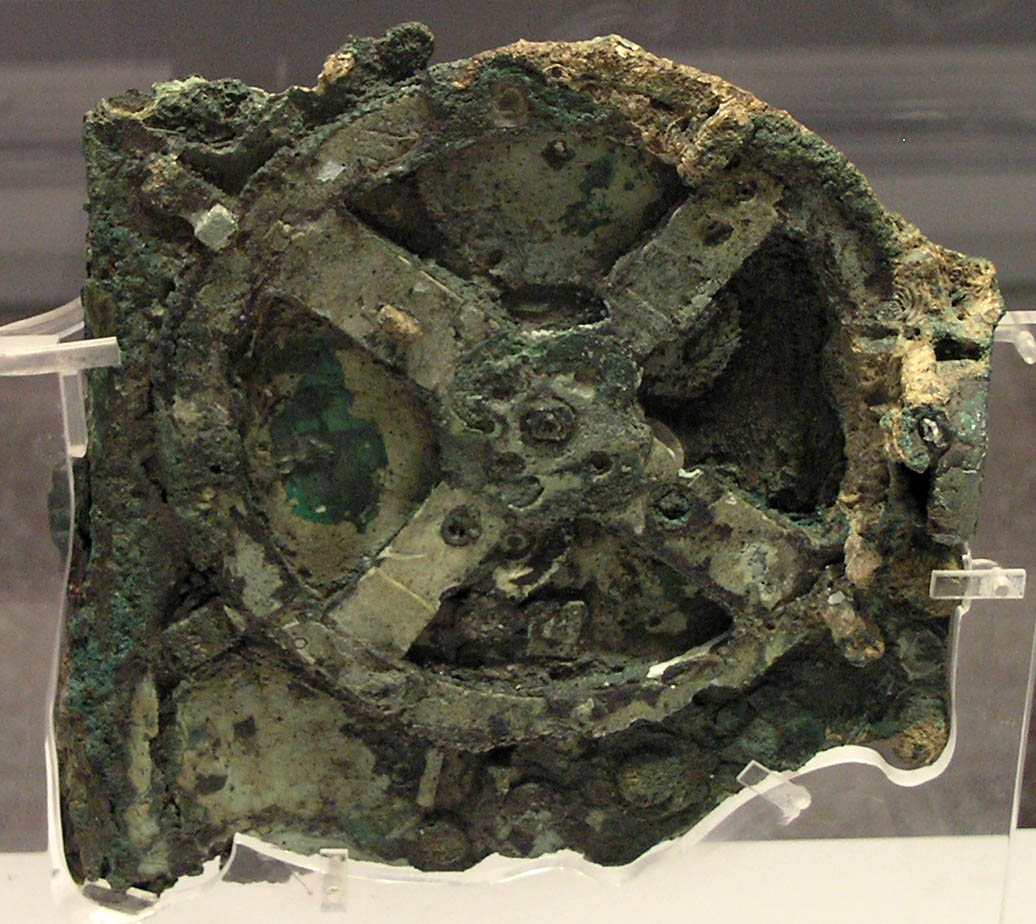
Machine d'Anticythère, le plus ancien calculateur analogique connu.

À la différence des mathématiques égyptiennes et mésopotamiennes connues par des papyrus ou des tablettes d'argiles antiques remarquablement bien conservées, les mathématiques grecques ne sont pas parvenues jusqu'à nous grâce à des traces archéologiques. On les connait grâce aux copies, traductions et commentaires de leurs successeurs.
La grande nouveauté des mathématiques grecques est qu'elles quittent le domaine de l'utilitaire pour rentrer dans celui de l'abstraction. Les mathématiques deviennent une branche de la philosophie. De l'argumentation philosophique découle l'argumentation mathématique. Il ne suffit plus d'appliquer, il faut prouver et convaincre : c'est la naissance de la démonstration. L'autre aspect de ces nouvelles mathématiques concerne leur objet d'étude. Au lieu de travailler sur des méthodes, les mathématiques étudient des objets, des représentations imparfaites d'objets parfaits, on ne travaille pas sur un cercle mais sur l'idée d'un cercle.
Les grandes figures de ces nouvelles mathématiques sont Thalès (-625 – -547), Pythagore (-580 – -490) et l'école pythagoricienne, Hippocrate (-470 – -410) et l'école de Chios, Eudoxe de Cnide (-408 – -355) et l'école de Cnide, Théétète d'Athènes (-415 – -369) puis Euclide.
Il est probable que cette école grecque des mathématiques ait été influencée par les apports mésopotamiens et égyptiens. Ainsi Thalès aurait voyagé en Égypte, et il aurait pu rapporter en Grèce des connaissances en géométrie. Il travailla sur les triangles isocèles et les triangles inscrits dans un cercle.
Selon l'école pythagoricienne, « tout est nombre ». Les deux branches d'étude privilégiées sont l'arithmétique et la géométrie. La recherche d'objets parfaits conduit les Grecs à n'accepter d'abord comme nombres que les nombres rationnels matérialisés par la notion de longueurs commensurables : deux longueurs sont commensurables s'il existe une unité dans laquelle ces deux longueurs sont entières. L'échec de cette sélection matérialisée par l'irrationalité de la racine carrée de deux les conduit à n'accepter que les nombres constructibles à la règle et au compas. Ils se heurtent alors aux trois problèmes qui vont traverser l'histoire : la quadrature du cercle, la trisection de l'angle et la duplication du cube. En arithmétique, ils mettent en place la notion de nombre pair, impair, parfait et figuré.
Cette idéalisation des nombres et le souci de les relier à des considérations géométriques est probablement lié au système de numération grecque assez peu pratique : si le système est décimal, il est additif et se prête donc assez peu facilement aux calculs numériques. En géométrie, ils étudient les polygones réguliers avec un penchant pour le pentagone régulier.
Hippocrate de Chios cherchant à résoudre le problème mis en place par Pythagore découvre la quadrature des lunules et perfectionne le principe de la démonstration en introduisant la notion de problèmes équivalents.
Eudoxe de Cnide travaille sur la théorie des proportions acceptant ainsi de manipuler des rapports de nombres irrationnels. Il est probablement à l'origine de la formalisation de la méthode d'exhaustion pour le calcul par approximations successives d'aires et de volumes.
Théétète travaille sur les polyèdres réguliers.
La synthèse la plus importante des mathématiques grecques vient des Éléments d’Euclide. Les objets géométriques doivent être définis : il ne s'agit plus d'objets imparfaits mais de l'idée parfaite des objets. Dans ses Éléments, Euclide se lance dans la première formalisation de la pensée mathématique. Il définit les objets géométriques (droites, cercles, angles), il définit l'espace par une série d'axiomes, il démontre par implication les propriétés qui en découlent et fait le lien formel entre nombre et longueur. Cet ouvrage restera dans le cursus mathématique universitaire européen jusqu'au XIXe siècle.
Après Euclide, d'autres grands noms éclairent les mathématiques grecques. Archimède qui perfectionne les méthodes d'Eudoxe, et Apollonios de Perga dont le traité sur les coniques est considéré comme un classique de la géométrie grecque.
Dans l'antiquité tardive, les mathématiques sont représentées par l'école d'Alexandrie.
Diophante étudiera les équations dites diophantiennes, et sera appelé le « père de l'algèbre ».

## Civilisation islamique

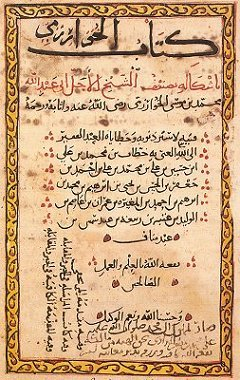
Une page du traité de Al-Khawarizmi.

Durant la période allant de 800 à 1500 apr. J.-C., c'est dans les régions conquises par les musulmans que se développent le plus les mathématiques. La langue arabe devient langue officielle des pays conquis. Un vaste effort de recueils et de commentaires de textes est entrepris. S'appuyant d'une part sur les mathématiques grecques, d'autre part sur les mathématiques indiennes et chinoises que leurs relations commerciales leur permettent de connaître, les mathématiciens musulmans vont considérablement enrichir les mathématiques, développant l'embryon de ce qui deviendra l'algèbre, répandant le système décimal indien avec les chiffres improprement appelés chiffres arabes et développant des algorithmes de calculs. Parmi les nombreux mathématiciens musulmans, on peut citer le Perse Al-Khwarizmi et son ouvrage al-jabr. On assiste à un développement important de l'astronomie et de la trigonométrie.

## Occident

### Durant le Moyen Âge

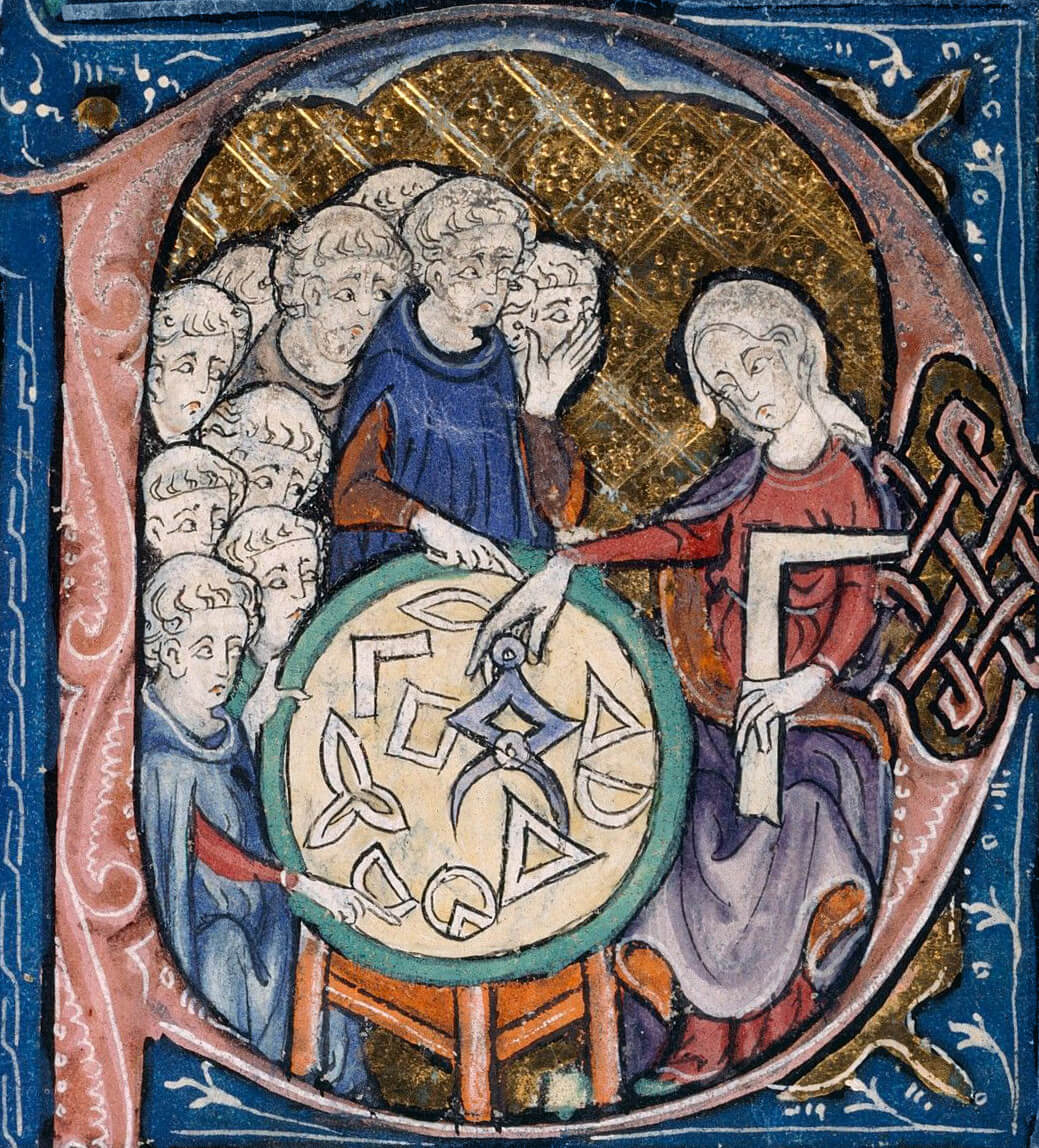
Illustration des Éléments d'Euclide, vers 1309 - 1316.

À l'époque du Haut Moyen Âge (Ve – Xe siècle), on a souvent dit que les mathématiques stagnent et même régressent en Occident. Cependant, bien que la situation des sciences ne fût pas idéale, les mathématiques ne sont pas mortes. Un sujet central était le calcul de la date de Pâques. On peut aussi mentionner le recueil d'exercices Propositiones ad acuendos juvenes ("Exercices pour stimuler les jeunes"), traditionnellement attribué à Alcuin.
Aux alentours de l'an Mil, Gerbert d'Aurillac (environ 950 - 1003) (moine bénédictin qui deviendra pape sous le nom de Sylvestre II) fait un séjour dans le monastère de Vic en Catalogne. A son retour, il introduit en Occident l'astrolabe, un nouveau type d'abaque, et peut-être déjà une première fois les chiffres arabes.
Pour le Xe siècle, on peut aussi mentionner Abraham bar Hiyya, un Juif de Barcelone qui écrivit notamment un traité (détaillant l'Algèbre d'Al-Khwarizmi) sur le calcul des aires et des volumes, y compris les équations du second degré. Il contribua ainsi à développer les mathématiques en Europe et a même été appelé "le véritable pionnier des sciences mathématiques en Europe".
Le rôle de la musique fut essentiel au Moyen Âge pour l'extension du domaine des nombres. C'est durant le Moyen Âge que l'application de l'algèbre au commerce amena en Orient l'usage courant des nombres irrationnels, un usage qui se transmettra ensuite à l'Europe. C'est aussi durant le Moyen Âge, mais en Europe, que pour la première fois des solutions négatives furent acceptées dans des problèmes.

### Durant la renaissance européenne
Dès le XIIe siècle est entreprise en Italie une traduction des textes arabes et, par là-même, la redécouverte des textes grecs. Tolède, ancien centre culturel de l'Espagne musulmane, devient, à la suite de la Reconquista, l'un des principaux centres de traduction, grâce au travail d'intellectuels comme Gérard de Crémone ou Adélard de Bath.
L'essor économique et commercial que connaît alors l'Europe, avec l'ouverture de nouvelles routes commerciales notamment vers l'Orient musulman, permet également aux milieux marchands de se familiariser avec les techniques transmises par les Arabes. Ainsi, Léonard de Pise, avec son Liber abaci en 1202, contribue largement à faire redécouvrir les mathématiques à l'Europe. Parallèlement au développement des sciences, se concentre une activité mathématique en Allemagne, en Italie et en Pologne aux XIVe siècle et XVe siècle. On assiste à un développement important de l'école italienne avec Scipione del Ferro, Tartaglia, Cardan, Ferrari, Bombelli, école principalement tournée vers la résolution des équations. Cette tendance est fortement liée au développement dans les villes italiennes de l'enseignement des mathématiques non plus dans un but purement théorique tel qu'il pouvait l'être dans le Quadrivium mais à des fins pratiques, notamment destinée aux marchands. Cet enseignement se diffuse dans des botteghe d'abbaco ou « écoles d'abaques » où des maestri enseignent l'arithmétique, la géométrie et les méthodes calculatoires à de futurs marchands à travers des problèmes récréatifs, connus grâce à plusieurs « traités d'abbaque » que ces maîtres nous ont laissés.
C'est à la suite des travaux de Scipione del Ferro, repris par Tartaglia, et publiés par Cardan sur l'équation de degré trois que les nombres complexes furent introduits. Ils trouvent une première formalisation chez Rafaele Bombelli. Ferrari résout les équations du quatrième degré.
Jusqu'à la fin du XVIe siècle, la résolution de problèmes demeure cependant rhétorique. Le calcul algébrique apparaît en 1591 lors de la publication de l’Isagoge de François Viète avec l'introduction de notations spécifiques pour les constantes et les variables (ce travail popularisé et enrichi par Harriot, Fermat et Descartes modifiera entièrement le travail algébrique en Europe).

### LeXVIIesiècle
En octobre 1623, Galilée publie un ouvrage sur les comètes, Il Saggiatore, dans lequel il énonce la mathématisation de la physique :

« La philosophie est écrite dans cet immense livre qui se tient toujours ouvert devant nos yeux, je veux dire l'univers, mais on ne peut le comprendre si l'on ne s'applique d'abord à en comprendre la langue et à connaitre les caractères dans lesquels il est écrit. Il est écrit en langue mathématique, et ses caractères sont des triangles, des cercles et autres figures géométriques, sans le moyen desquels il est humainement impossible d'en comprendre un mot. »

Au-delà de l'héliocentrisme, se produit avec Galilée une grande révolution mentale, qui est celle de la mathématisation de la nature, c'est-à-dire l'idée que la langue du livre de la nature est celle des mathématiques. Cette révolution remet en cause la primauté de la scolastique, réconciliation du christianisme et de la philosophie d'Aristote, qui était le fondement des enseignements délivrés dans les universités européennes depuis le XIIIe siècle.
En 1637, dans le Discours de la méthode, Descartes fait part de son goût pour les mathématiques lors de ses études au collège de la Flèche, et annonce leur développement futur :

« Je me plaisais surtout aux mathématiques, à cause de la certitude et de l’évidence de leurs raisons : mais je ne remarquais point encore leur vrai usage ; et, pensant qu’elles ne servaient qu’aux arts mécaniques, je m’étonnais de ce que leurs fondements étant si fermes et si solides, on n’avait rien bâti dessus de plus relevé. »

Dans la sixième partie du même Discours de la méthode, Descartes critique la scolastique : « au lieu de cette philosophie spéculative qu'on enseigne dans les écoles... ».
Les mathématiques portent alors leur regard sur des aspects physiques et techniques. Créé indépendamment par Isaac Newton et Gottfried Wilhelm Leibniz, le calcul infinitésimal fait entrer les mathématiques dans l'ère de l'analyse (dérivée, intégrale, équation différentielle).

### LeXVIIIesiècle

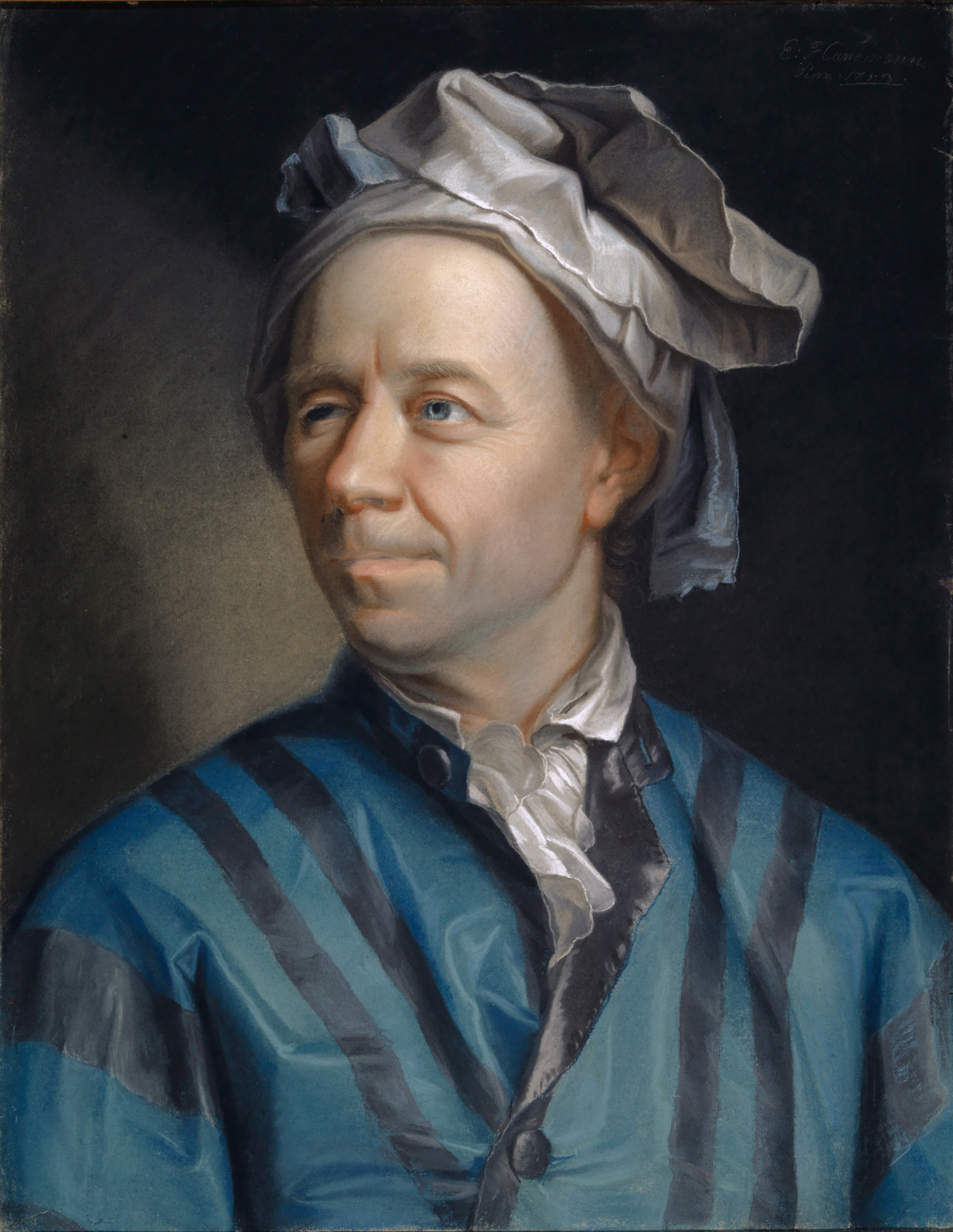
Leonhard Euler par Emanuel Handmann.

L'univers mathématiques du début du XVIIIe siècle est dominé par la figure de Leonhard Euler et par ses apports tant sur les fonctions que sur la théorie des nombres, tandis que Joseph-Louis Lagrange éclaire la seconde moitié de ce siècle.
Le siècle précédent avait vu la mise en place du calcul infinitésimal ouvrant la voie au développement d'un nouveau domaine mathématique : l'analyse algébrique dans laquelle, aux opérations algébriques classiques, viennent s'ajouter deux opérations nouvelles, la différentiation et l'intégration (Introductio in analysin infinitorum - Euler, 1748). Le calcul infinitésimal se développe et s'applique aussi bien aux domaines physiques (mécanique, mécanique céleste, optique, cordes vibrantes) qu'aux domaines géométriques (étude de courbes et de surfaces). Leonhard Euler, dans Calculi differentialis (1755) et Institutiones calculi integralis (1770), essaie de mettre au point les règles d'utilisation des infiniment petits et développe des méthodes d'intégration et de résolution d'équations différentielles. Jean le Rond d'Alembert puis Joseph-Louis Lagrange lui emboîtent le pas. En 1797, Sylvestre-François Lacroix publie Traité du calcul différentiel et intégral qui se veut une synthèse des travaux d'analyse du XVIIIe siècle. La famille Bernoulli contribue au développement de la résolution des équations différentielles.
La fonction devient un objet d'étude à part entière. On s'en sert dans des problèmes d'optimisation. On la développe en séries entières ou asymptotiques (Taylor, Stirling, Euler, Maclaurin, Lagrange), mais sans se préoccuper de leur convergence. Leonhard Euler élabore une classification des fonctions. On tente de les appliquer à des réels négatifs ou à des complexes.
Le théorème fondamental de l'algèbre (existence de racines éventuellement complexes à tout polynôme) resté sous forme de conjecture depuis deux siècles est remis en avant dans l'utilisation de la décomposition des fractions en éléments simples nécessaire pour le calcul intégral. Successivement, Euler (1749), le chevalier de Foncenex (1759) et Lagrange (1771) tentent des démonstrations algébriques mais se heurtent à la partie transcendante du problème (tout polynôme de degré impair sur ℝ possède une racine réelle) qui nécessiterait l'utilisation du théorème des valeurs intermédiaires. La démonstration de D'Alembert, publiée en 1746 dans les annales de l'académie de Berlin, est la plus achevée mais présente encore quelques trous et des obscurités. Gauss, en 1799, qui critique d'Alembert sur ces points n'est d'ailleurs pas exempté des mêmes reproches. Il faut à un moment faire intervenir un résultat d'analyse fort que le siècle ne connaît pas. De plus, l'obstacle se situe dans la question des points de branchement : on retrouve ici une question déjà débattue lors de la polémique sur les logarithmes des nombres négatifs que tranchera Euler. La seconde et la troisième démonstration de Gauss ne souffrent pas de ces reproches mais on n'est plus au XVIIIe siècle...
En arithmétique, Euler démontre le petit théorème de Fermat et en donne une version élargie aux nombres composés (1736-1760). Il infirme la conjecture de Fermat sur la primalité des nombres de la forme 22n + 1 (nombre de Fermat). Il s'intéresse à la répartition des nombres premiers et prouve que la série des inverses des nombres premiers est divergente. La conjecture de Bachet (tout nombre est somme de 4 carrés au plus) est démontrée par Lagrange en 1770. C'est aussi Lagrange qui démontre en 1771 le théorème de Wilson (si p est premier, il divise (p – 1)! + 1). Il développe la technique de décomposition en fractions continues et démontre l'infinité des solutions de l'équation de Pell-Fermat. Legendre publie en 1798 sa Théorie des nombres qui rassemble un grand nombre de résultats d'arithmétique. La loi de réciprocité quadratique conjecturée par Euler et Legendre ne sera démontrée que le siècle suivant.
Durant ce siècle, les mathématiciens continuent de s'intéresser aux résolutions algébriques des équations. Le premier essai systématique sur la résolution des équations algébriques était l'œuvre de Tschirnhaus en 1683. Euler lui-même, dans deux essais, ne va pas au-delà de son devancier et en 1762, Étienne Bézout introduit la notion de racine de l'unité. Entre 1770 et 1772, on peut citer trois grands mémoires plus originaux : celui de Waring, celui d'Alexandre-Théophile Vandermonde (1771) sur la résolubilité par radicaux des équations xn – 1 = 0 (équation cyclotomique) qui est un précurseur dans l'utilisation des permutations des racines et celui de Lagrange (1770) qui rassemble toutes les méthodes de résolutions déjà tentées mais va introduire les résolvantes de Lagrange et démontrer, dans un langage où la notion de groupe n'existe pas encore, le théorème de Lagrange : l'ordre d'un sous-groupe d'un groupe fini divise l'ordre du groupe. Ces deux derniers mathématiciens mettent en évidence l'importance des racines et de leurs permutations mais il faut attendre le siècle suivant pour voir naitre la notion de groupe de permutations.
La géométrie analytique se développe et s'étend de l'étude des courbes à celle des surfaces. Euler étudie l'équation générale du second degré à trois variables et présente une classification des solutions. Alexis Clairaut étudie les courbes gauches (1729). Gabriel Cramer publie en 1750 un traité sur les courbes algébriques. La grande figure de la géométrie du XVIIIe reste Gaspard Monge : il développe la géométrie différentielle avec l'étude des tangentes et crée une nouvelle discipline : la géométrie descriptive. Leonhard Euler développe le calcul trigonométrique, met en place les formules de calcul de la géométrie sphérique et replace les fonctions circulaires dans l'ensemble général des fonctions, les développant en séries entières ou en produits infinis et découvrant une relation entre les fonctions circulaires et les fonctions exponentielles
Le siècle voit l'apparition de quelques théoriciens de la logique. Leonhard Euler met au point une méthode de représentation figurée des déductions syllogistiques (diagramme d'Euler), Jean-Henri Lambert travaille sur la logique des relations.
C'est aussi le siècle qui s'attaque aux premiers exemples de ce qui va devenir la théorie des graphes. Euler résout en 1736 le problème des sept ponts de Königsberg et, en 1766, énonce le théorème des circuits eulériens : un graphe connexe admet une chaîne eulérienne si et seulement si le nombre de ses sommets de degré impair est 0 ou 2. Il s'attaque au problème du cavalier en 1759 mais ne publie rien jusqu'en 1766. Il s'agit d'un cas particulier de graphes hamiltoniens. Le problème du cavalier est connu depuis fort longtemps. Vers 840, al-Adli ar-Rumi en donne une solution. Le poète cachemiri Rudrata en parlait aussi dans son Kavyalankara.
Mais le siècle est fécond aussi en conjectures qui resteront des énigmes pendant plus d'un siècle : le problème de Goldbach, le problème de Waring…
Le siècle voit aussi Legendre s'échiner pendant des années sur les intégrales elliptiques. Malheureusement pour lui, même s'il fait l'admiration d'Euler en ce domaine, la solution de la question allait lui échapper au profit d'Abel.
Le XVIIIe siècle est aussi celui de l'Encyclopédie dans laquelle Jean le Rond d'Alembert fait un état des lieux des mathématiques de ce siècle.

## Japon
Durant la période Edo (1603 - 1868), au Japon, se développe une mathématique sans influence de la mathématique occidentale mais inspirée de la mathématique chinoise, travaillant sur des problèmes d'essence géométrique. Des énigmes géométriques sont posées et résolues sur des tablettes en bois appelées Sangaku.
Par exemple, le mathématicien Kowa Seki invente vers 1680 la méthode d'accélération de convergence appelée Delta-2 et attribuée à Alexander Aitken qui l'a redécouverte en 1926 et popularisée.

## XIXesiècle
L'histoire mathématique du XIXe siècle est riche. Trop riche pour qu'en un essai de taille raisonnable on puisse couvrir la totalité des travaux de ce siècle. Aussi ne doit-on attendre de cette partie que les points saillants des travaux de ce siècle.
Le XIXe siècle vit apparaître plusieurs théories nouvelles et l'accomplissement des travaux entrepris au siècle précédent. Le siècle est dominé par la question de la rigueur. Celle-ci se manifeste en analyse avec Cauchy et la sommation des séries. Elle réapparaît à propos de la géométrie. Elle ne cesse de se manifester en théorie des fonctions et particulièrement sur les bases du calcul différentiel et intégral au point de voir disparaître totalement ces infiniment petits qui avaient pourtant fait le bonheur du siècle précédent. Mais plus encore, le siècle marque la fin de l'amateurisme mathématique: les mathématiques étaient jusque-là surtout le fait de quelques particuliers suffisamment fortunés soit pour étudier eux-mêmes soit pour entretenir quelques génies. Au XIXe siècle, tout cela prend fin : Les mathématiciens deviennent des professionnels appointés. Le nombre de ces professionnels ne cesse de croître et avec ce nombre, les mathématiques prennent une importance jamais atteinte, comme si la société tout entière prenait enfin conscience du formidable outil. Les applications, en germe dans le siècle précédent, se développent rapidement dans tous les domaines, laissant croire que la science peut tout. D'ailleurs, certains succès sont là pour en attester. N'a-t-on pas découvert une nouvelle planète uniquement par le calcul ? N'a-t-on pas expliqué la création du système solaire ? Le domaine de la physique, science expérimentale par excellence est complètement envahi par les mathématiques: la chaleur, l'électricité, le magnétisme, la mécanique des fluides, la résistance des matériaux et l'élasticité, la cinétique chimique sont à leur tour mathématisés au point que le bon vieux cabinet de curiosité du XVIIIe siècle finissant est remplacé par un tableau noir. Et le vaste champ de la science s'étend encore et encore. Certes, on ne dit plus ce presque lieu commun du XVIIIe siècle que les sciences mathématiques seront bientôt achevées et qu'il faudra « fermer la mine », à la place on se met à rêver à la machine de Leibniz qui répondrait à toutes les questions. On va même jusqu'à quantifier le hasard ou l'incertain, histoire de se rassurer. Cournot veut appliquer le calcul des probabilités en matière judiciaire pour arriver à cette stupéfiante, et combien rassurante, conclusion qu'il y a moins de deux pour cent d'erreurs judiciaires ! Les mathématiques s'insinuent jusqu'à la structure intime de la matière: plusieurs théories de la lumière et les prémices de la théorie de la relativité chez Lorentz qui complète la théorie électromagnétique de Maxwell. La tendance à la rigueur, commencée au début du XIXe siècle, ne verra son accomplissement qu'au début du XXe siècle par la remise en cause de bien des a priori.

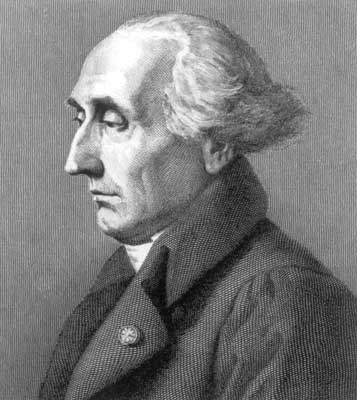
Joseph-Louis Lagrange
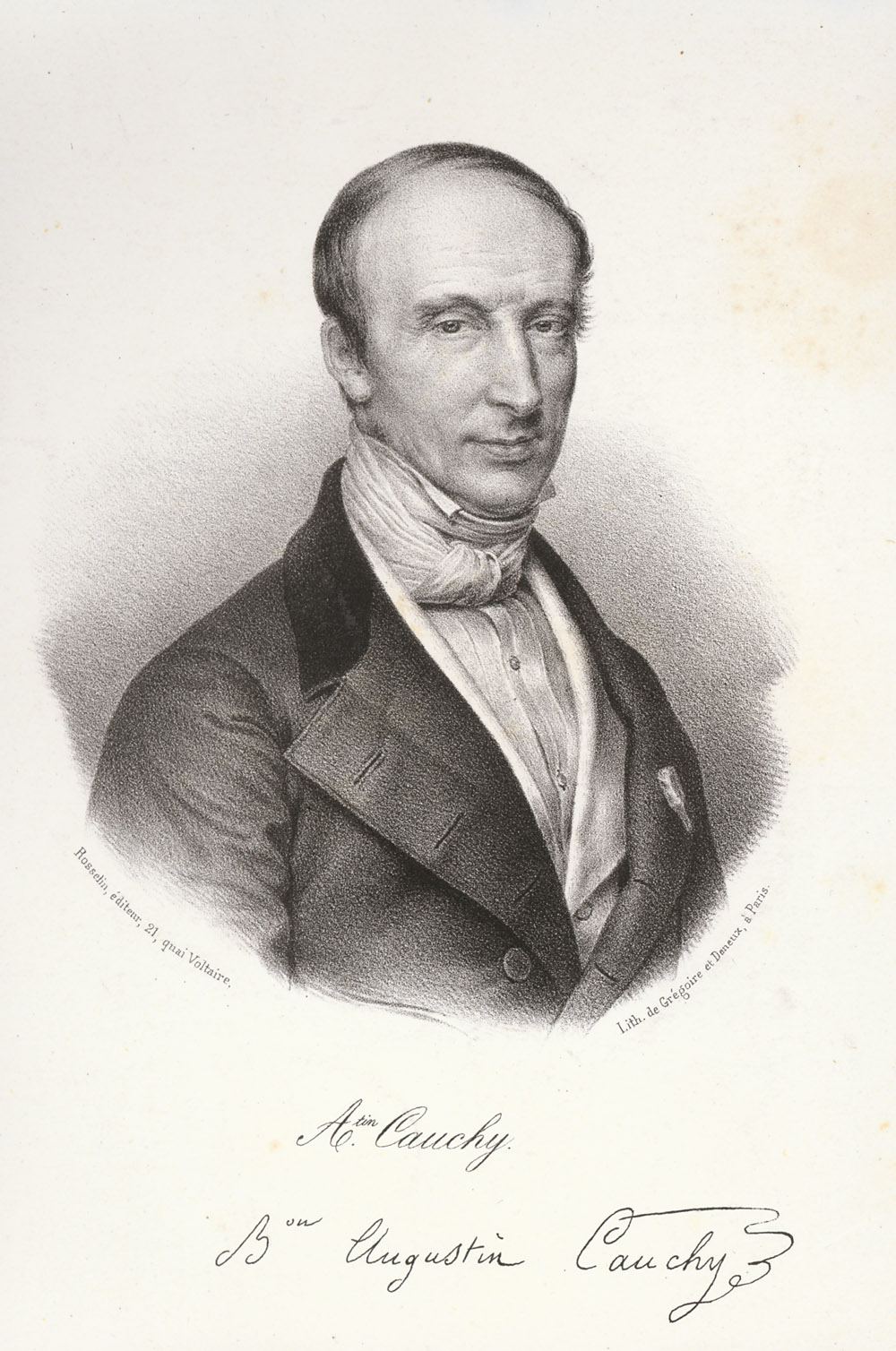
Augustin Louis Cauchy
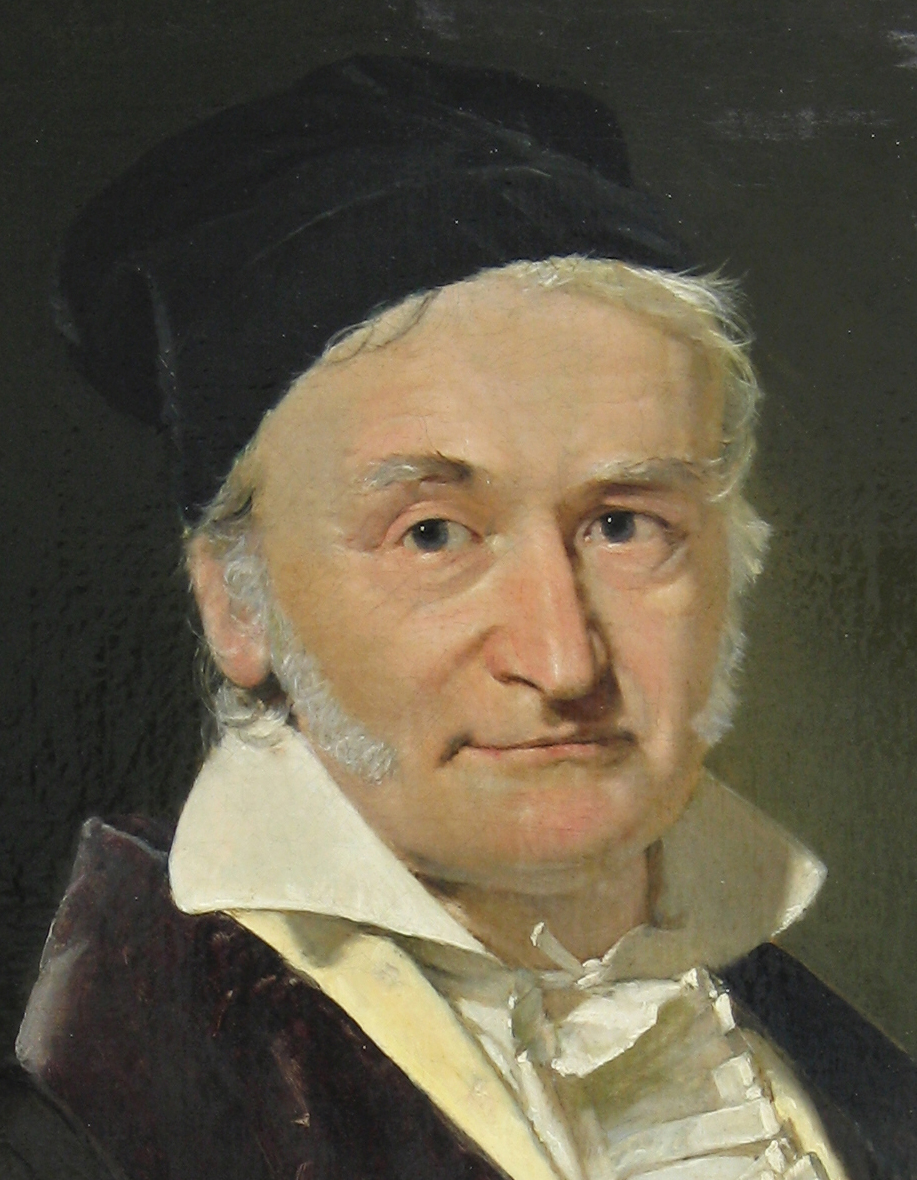
Carl Friedrich Gauss
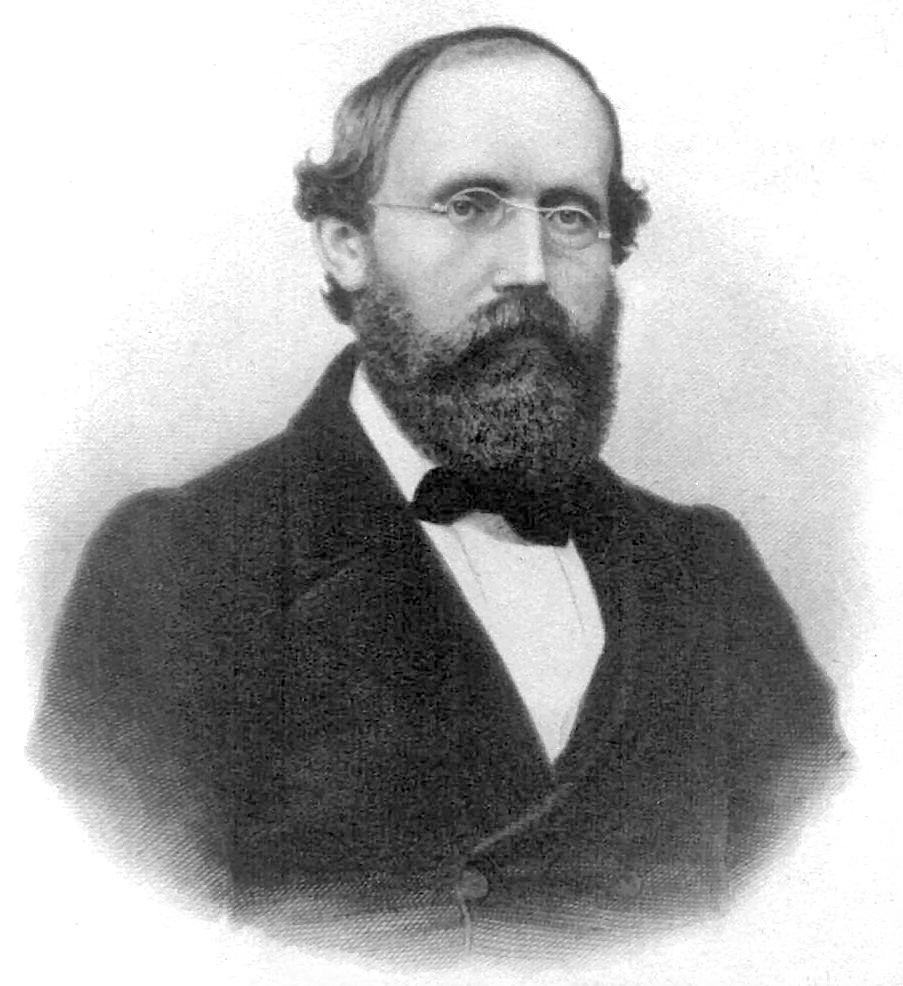
Bernhard Riemann
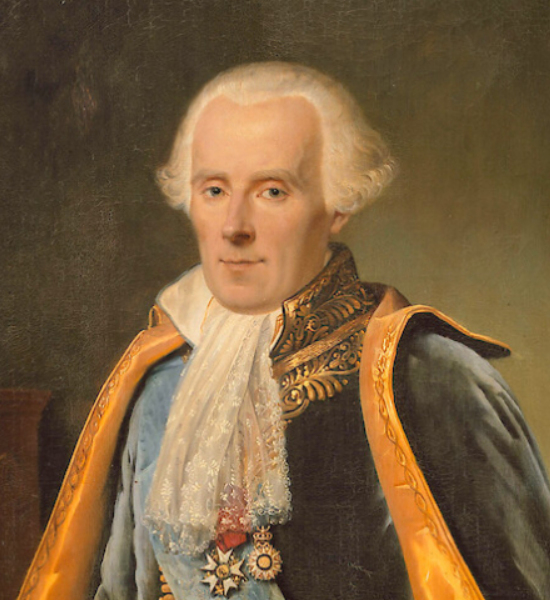
Pierre-Simon de Laplace
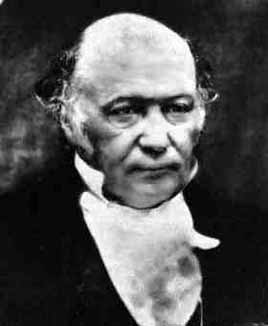
William Rowan Hamilton
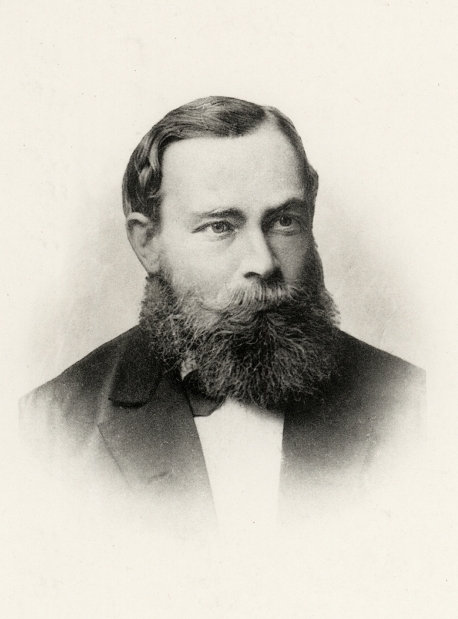
Gottlob Frege

### Revues de mathématiques
- Il existait depuis la fin du XVIIe siècle quelques académies qui publiaient leurs travaux et des résumés annuels. De plus quelques journaux avaient fleuri, tels que les Acta Eruditorum édités par Otto Mencke à Leipzig ou les commentaires de Petersbourg rendus célèbres par Euler. Mais ces journaux ou revues n'étaient pas spécialisés dans les mathématiques et accueillaient des mémoires de philosophie, d'histoire, de botanique, aussi bien que de mathématiques. Le début du XIXe va voir apparaître des revues qui se spécialiseront dans la publication des mathématiques. Les éditeurs de ces revues sont Ferussac (pour le Bulletin général et universel des annonces et des nouvelles scientifiques), Gergonne (pour les Annales de mathématiques pures et appliquées), Crelle (pour le Journal für die reine und angewandte Mathematik), Liouville (pour le Journal de mathématiques pures et appliquées) pour n'en donner que quatre avant 1840. Elles seront bientôt suivies par une foule d'autres revues que chaque université un peu célèbre se plait à financer, tels les Acta Mathematica de Mittag-Leffler en 1882.

### Mécanique

Sofia Kovalevskaïa.

- La mécanique de Newton opère sa révolution. Utilisant le principe (variationnel) de moindre action de Maupertuis, Lagrange énonce les conditions d'optimalité du premier ordre qu'Euler avait trouvées en toute généralité et trouve ainsi les équations de la mécanique qui portent son nom. Par la suite, Hamilton, sur les pas de Lagrange, exprime ces mêmes équations sous une forme équivalente. Elles portent aussi son nom. La théorie naissante des espaces de Riemann permettra de les généraliser commodément.
- Delaunay, dans un calcul extraordinaire, fait une théorie de la Lune insurpassée[36]. Faye[37] s'exprime ainsi à ses funérailles (1872) : « Travail énorme, que les plus compétents jugeaient impossible avant lui, et où nous admirons à la fois la simplicité dans la méthode et la puissance dans l'application ». Il résolut de faire le calcul au 7e ordre là où ses devanciers (Clairaut, Poisson, Lubbock…) s'étaient arrêtés au 5e.
- Le Verrier[38] appliquant la théorie newtonienne aux irrégularités d'Uranus que venait de découvrir Herschel, conjecture l'existence d'une planète encore inconnue (Neptune) dont il détermine position et masse par le calcul des perturbations.
- Le mouvement d'un solide autour d'un point fixe admet trois intégrales premières algébriques et un dernier multiplicateur égal à 1. Le problème de l'intégration formelle par quadrature du mouvement nécessite une quatrième intégrale première. Celle-ci avait été découverte dans un cas particulier par Euler. La question est reprise par Lagrange, Poisson et Poinsot. Lagrange et Poisson découvrent un nouveau cas où cette quatrième intégrale est algébrique[39].
- Les deux cas, désormais classiques, du mouvement d'Euler-Poinsot et du mouvement de Lagrange-Poisson sont complétés, en 1888, par un nouveau cas découvert par Sofia Kovalevskaïa[40]. Poincaré avait montré qu'il ne pouvait exister de nouveau cas si l'ellipsoïde d'inertie relatif au point de suspension n'est pas de révolution[39].
- Mach énonce un principe qui sera central dans les motivations de la relativité d'Einstein.
- Malgré ses succès, la mécanique aura du mal à trouver, dans l'enseignement, une place que les mathématiques ne veulent pas lui céder[41] et Flaubert pourra présenter comme une idée reçue que c'est une « partie inférieure des mathématiques ».

### Physique mathématique
Euler, dont on a commencé la publication des travaux (prévus sur cinquante ans !), s'était déjà attaqué à bien des domaines : acoustique, optique, résistance des matériaux, mécanique des fluides, élasticité, mais ces domaines étaient encore naissants. C'est Fourier, dont le premier mémoire est refusé par l'Académie des sciences de Paris, qui attaque le premier la théorie de la chaleur faisant usage de ce qui va devenir les séries de Fourier. Vers la même époque, les années 1820, Fresnel s'occupe d'optique ainsi que Bessel qui va introduire les fonctions de Bessel. La mécanique des fluides, qui en était quasiment au stade laissé par Euler et d'Alembert, le stade des fluides parfaits, fait des progrès avec Henri Navier et George Gabriel Stokes qui s'attaquent aux fluides incompressibles puis compressibles, introduisant la viscosité. L'électricité fait ses débuts sous l'influence de Gauss, d'Ohm, de Biot, de Savart et d'Ampère mais c'est surtout le génie de Maxwell qui va embrasser la théorie dans l'une des plus belles théories du siècle, la théorie électromagnétique, qui prétend unifier l'ensemble des travaux sur l'électricité, l'optique et le magnétisme. En résistance des matériaux, les progrès sont plus modestes. On peut citer notamment Barré de Saint-Venant, Yvon Villarceau, Aimé-Henry Résal et son fils Jean Résal mais il faudra attendre le siècle suivant pour que l'élasticité fasse de décisifs progrès, d'autant qu'on ignore encore bien des propriétés du béton et plus encore du béton armé. Vers la fin du siècle, on en connaît suffisamment pour que certains se lancent dans des réalisations monumentales en acier, tels Eiffel.

### Théorie des nombres
Trois grands problèmes éclaireront le siècle : la loi de réciprocité quadratique, la répartition des nombres premiers et le dernier théorème de Fermat. Le XIXe siècle offre des progrès considérables sur ces trois questions grâce aux développements d'une véritable théorie prenant le nom d'arithmétique ou de théorie des nombres et s'appuyant sur des outils abstraits et sophistiqués.
- En méconnaissant totalement les travaux d'Euler publiés en 1784 sur la loi de réciprocité quadratique, Legendre (1785) et Gauss (1796) la retrouvent par induction. Gauss finit par en donner une longue démonstration complète dans ses Recherches arithmétiques. La démonstration est simplifiée dans le courant du XIXe siècle, par exemple par Zeller[42] en 1852 où elle ne fait que deux pages. La loi de réciprocité quadratique est promise à un bel avenir par diverses généralisations.
- Eisenstein démontre la loi de réciprocité cubique.
- Depuis 1798, Legendre travaille à sa théorie des nombres. Il vient (en 1808) de démontrer le théorème de la raréfaction des nombres premiers et de proposer une formule approchée pour π(x), le nombre de nombres premiers plus petit que x. Ses recherches l'ont amené à reconsidérer le crible d'Ératosthène. La formule qu'il obtient est le premier élément d'une méthode qui prendra tout son sens au siècle d'après, la méthode du crible. Par la suite, en 1830, peu avant sa mort, il énonce une conjecture selon laquelle entre n2 et (n + 1)2 existe au moins un nombre premier. Cette conjecture reste non démontrée.
- La démonstration d'Euler de l'infinitude des nombres premiers inspire Lejeune-Dirichlet qui démontre une conjecture d'Adrien-Marie Legendre : il existe une infinité de nombres premiers dans toute suite arithmétique de la forme an + b si a et b sont premiers entre eux. Pour cela il invente la notion de caractère arithmétique et les séries de Dirichlet.
- Une autre conjecture d'Adrien-Marie Legendre sur la répartition des nombres premiers est appuyée par Gauss et fait l'objet des travaux de Tchebychev en 1850. Il démontre un encadrement de π(x) conforme à la conjecture et il démontre le postulat de Bertrand selon lequel il existe un nombre premier entre n et 2n. Mais la conjecture ne sera démontrée qu'en 1896, par Hadamard et La Vallée Poussin indépendamment.
- Le résultat le plus important est le mémoire de Riemann de 1859 qui reste encore aujourd'hui le mémoire du XIXe siècle le plus souvent cité. Riemann étudie dans ce mémoire la fonction ζ « de Riemann ». Cette fonction introduite par Euler dans son étude du problème de Mengoli est étendue aux valeurs complexes de s à l'exception de 1 qui est un pôle de résidu 1 (théorème de Dirichlet). Riemann énonce la conjecture, appelée hypothèse de Riemann, selon laquelle tous les zéros non réels sont de partie réelle égale à 1/2. Les démonstrations de Riemann ne sont pour la plupart qu'ébauchées. Elles sont complètement démontrées, sauf la conjecture de Riemann, par Hadamard et von Mangoldt, après 1892.
- Le dernier théorème de Fermat, qui avait déjà occupé Euler au siècle précédent est l'objet de nouvelles recherches par Dirichlet et Legendre (n = 5), Dirichlet (n = 14), Lamé (n = 7), démonstration simplifiée par Lebesgue. Kummer démontre que le dernier théorème de Fermat est vrai pour les nombres premiers réguliers en 1849. Il existe des nombres premiers irréguliers en nombre infini.
- Mertens démontre de nombreux résultats sur les fonctions arithmétiques, en particulier la fonction de Möbius. Il émet en 1897 une conjecture qui permettrait de démontrer l'hypothèse de Riemann. Sous sa forme forte, elle sera réfutée par Odlyzko et te Riele en 1985. La forme faible reste une énigme.

### Logique

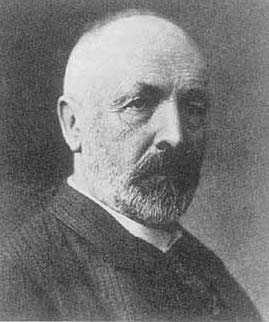
Georg Cantor est le créateur de la théorie des ensembles

- George Boole se lance dans des travaux qui vont mener à l'algèbre de Boole, à la logique symbolique et à la théorie des ensembles en voulant démontrer l'existence de Dieu. Le calcul des propositions est né. Augustus De Morgan énonce les lois qui portent son nom. La logique sort définitivement de la philosophie.
- Frege pose les bases de la logique formelle et Cantor celle de la théorie des ensembles. Ni l'une ni l'autre ne sont comprises par nombre de mathématiciens et elles suscitent bien des inquiétudes. La question des fondements est posée. Elle ne sera partiellement résolue que tardivement au XXe siècle. Déjà pointent les paradoxes, tel celui de Burali-Forti, celui de Russell, celui de Richard ou celui de Berry.

### Géométrie

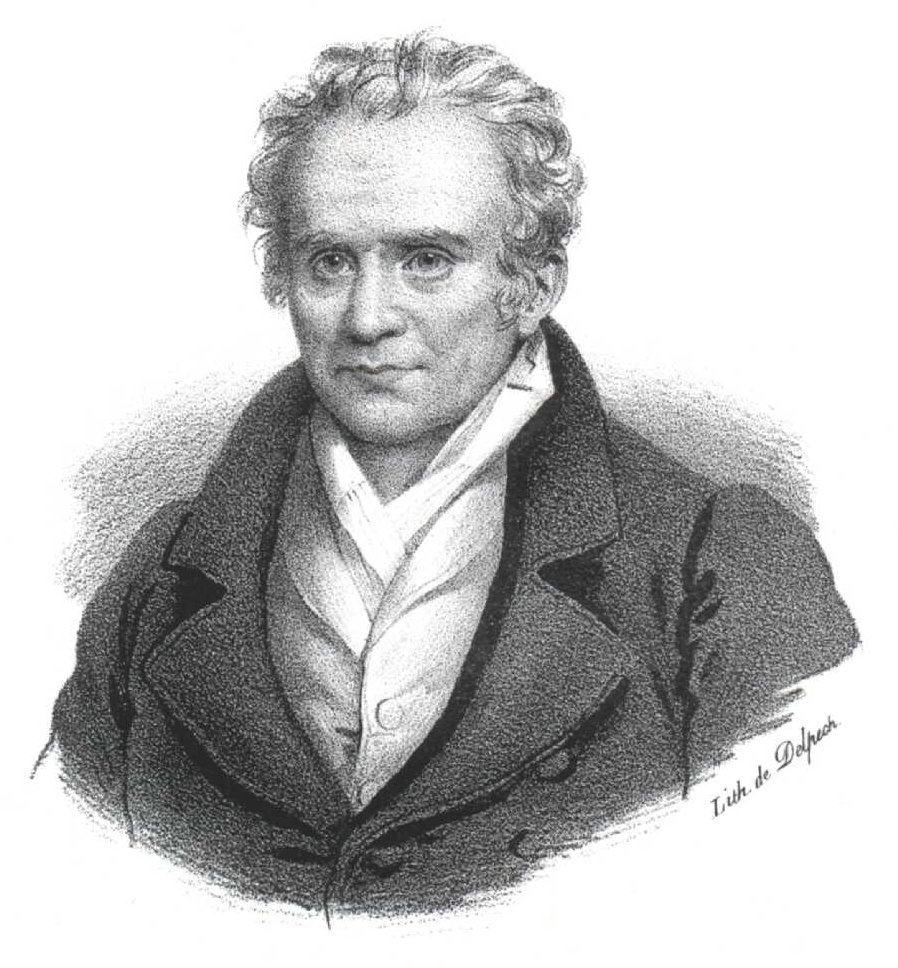
Gaspard Monge

- Le siècle débute par l'invention de la géométrie descriptive par Gaspard Monge[43].
- Delaunay classa les surfaces de révolution de courbure moyenne constante, qui aujourd'hui portent son nom : surface de Delaunay.
- Héritier des siècles précédents, le siècle va voir s'accomplir la résolution des grands problèmes grecs par la négative. La trisection de l'angle à la règle et au compas est impossible en général. Il en est de même de la quadrature du cercle et de la duplication du cube. Concernant la quadrature du cercle, le XVIIIe siècle avait montré que π est irrationnel. Liouville, définissant les nombres transcendants en 1844, ouvre la voie à l'étude de la transcendance dont les deux monuments du XIXe siècle restent les théorèmes d'Hermite (1872) sur la transcendance de e et de Lindemann (1881) sur celle de π, rendant impossible la quadrature du cercle par la règle et le compas[44]. C'est à la fin du siècle que se fait jour la conjecture, que démontrera le siècle d'après en le théorème de Gelfond-Schneider, que a et exp(a) ne peuvent être simultanément algébriques.
- L'autre héritage concerne le postulat d'Euclide. Le problème avait en fait été quasi résolu par Saccheri mais celui-ci n'avait pas vu qu'il était près du but. Les travaux de Gauss sur les surfaces amènent János Bolyai et Nikolaï Lobatchevski à remettre en cause le postulat des parallèles. Ils inventent donc une nouvelle géométrie où le postulat n'est plus vrai, une géométrie non euclidienne dont Poincaré donnera un modèle. Riemann, après eux, offrira une nouvelle solution non euclidienne, avant que l'ensemble ne forme la théorie des espaces de Riemann, qui fournira au siècle suivant un cadre à la théorie de la relativité généralisée.
- En généralisant la notion d'espace et de distance, Ludwig Schläfli arrive à déterminer le nombre exact de polyèdres réguliers en fonction de la dimension de l'espace[45].
- Felix Klein annonce le programme d'Erlangen[46].
- David Hilbert propose une axiomatique complète de la géométrie euclidienne en explicitant des axiomes implicites chez Euclide.

### Algèbre

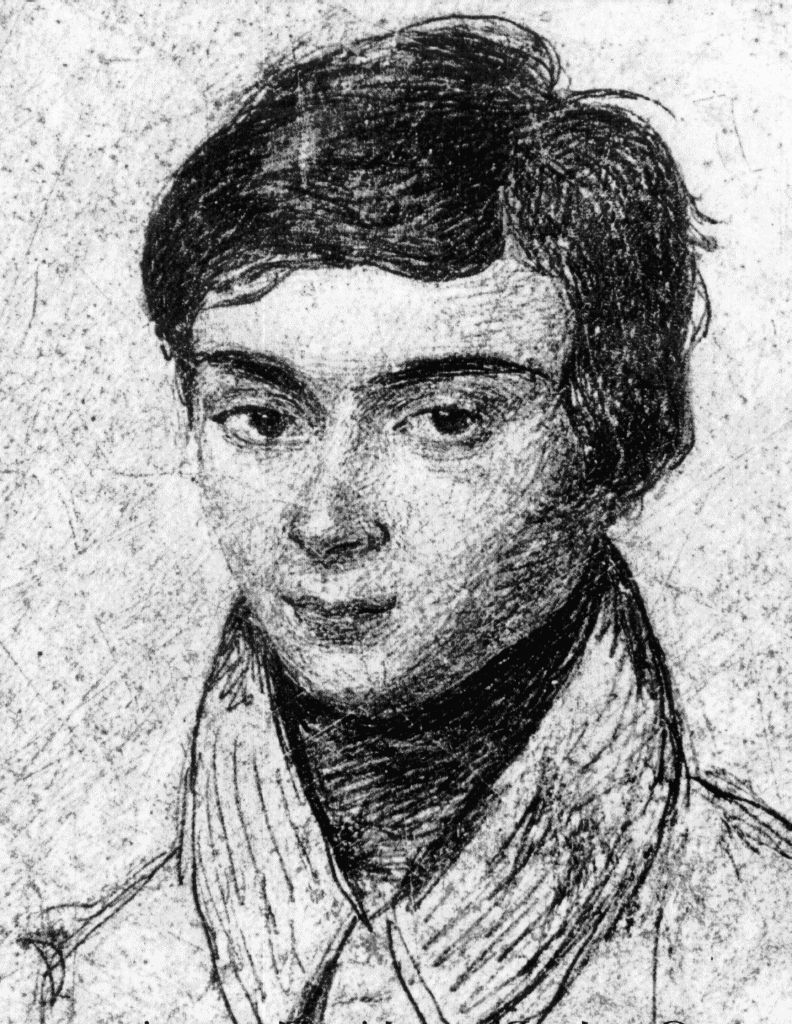
Evariste Galois. Sa vie est un véritable drame. À l'instar d'Abel, il meurt jeune. Son génie est méconnu de son vivant. Ses opinions politiques le mènent en prison. Ses amours le perdent : Il meurt en conséquence d'un duel pour une « coquette ».

- La représentation des complexes avait occupé bien du monde : depuis Henri Dominique Truel (1786)[47], Caspar Wessel[48] (1797) en passant par Jean-Robert Argand[49] (1806), C.V. Mourey[50],[51] (1828), pour aller à Giusto Bellavitis (1832). Hamilton, inspiré par cette représentation des complexes en a+ib, cherche à généraliser le corps des complexes. Il découvre le corps non commutatif des quaternions et par la suite Cayley découvre les octavions. Hamilton passera une grande partie de sa vie à proposer des applications de ses quaternions.
- Grassmann, en 1844, développe dans Die lineare Ausdehnungslehre une nouvelle voie pour les mathématiques et fonde ce qui deviendra la théorie des espaces vectoriels.
- Hamilton, en 1853, démontre ce qui deviendra le théorème de Cayley-Hamilton pour la dimension 4 à propos de l'inverse d'un quaternion. C'est Cayley, en 1857, qui généralise le résultat mais ne le démontre qu'en dimension 2. Frobenius, en 1878, donne la première démonstration générale.
- Les résultats de Galois et de Kummer montrent qu'une avancée majeure en théorie algébrique des nombres suppose la compréhension de structures subtiles : les anneaux d'entiers algébriques sous-jacents à des extensions algébriques. Le cas le moins complexe est celui des extensions algébriques finies et abéliennes. Il semble simple, le résultat correspond aux structures qu'avaient étudiées Gauss au début du siècle pour résoudre les problèmes de l'antiquité de construction à la règle et au compas : les extensions cyclotomiques associées aux polynômes du même nom. Il faut néanmoins 50 ans et trois grands noms de l'algèbre pour en venir à bout à la fin du siècle : Kronecker, Weber et Hilbert. Il ouvre la porte à l'étude des extensions algébriques abéliennes générales, c'est-à-dire non finies. Hilbert ouvre la voie de ce chapitre des mathématiques qui représente un des plus beaux défis du siècle futur, la théorie des corps de classe. Dans la dernière année du siècle, en 1900, Richard Dedekind s'intéresse à une théorie générale des ensembles reliés entre eux par des relations. En inventant la notion de dualgruppe, il vient de faire le premier pas dans la théorie générale des structures.
- Killing et Elie Cartan commencent l'étude des groupes et algèbres de Lie. La théorie des systèmes de racines prend naissance.

### Probabilité et statistiques
- Legendre en 1805[52] 1811[53] puis Gauss en 1809[54] introduisent, sur des problèmes d'astronomie, la méthode des moindres carrés, ensemble de méthodes qui deviendront fondamentales en statistiques.
- Pierre-Simon de Laplace fait entrer l'analyse dans la théorie des probabilités dans sa théorie analytique des probabilités de 1812 qui restera longtemps un monument. Son livre donne une première version du théorème central limite qui ne s'applique alors que pour une variable à deux états, par exemple pile ou face mais pas un dé à 6 faces. Il faudra attendre 1901 pour en voir apparaître la première version générale par Liapounov. C'est aussi dans ce traité qu'apparaît la méthode de Laplace pour l'évaluation asymptotique de certaines intégrales.
- Sous l'impulsion de Quetelet, qui ouvre en 1841 le premier bureau statistique le Conseil Supérieur de Statistique, les statistiques se développent et deviennent un domaine à part entière des mathématiques qui s'appuie sur les probabilités mais n'en font plus partie.
- La théorie moderne des probabilités ne prend réellement son essor qu'avec la notion de mesure et d'ensembles mesurables qu'Émile Borel introduit en 1897.

### Théorie des graphes
- La théorie, on l'a déjà dit, a été commencée par Euler dans sa résolution du problème des sept ponts de Königsberg. Elle prend une nouvelle tournure, singulière pour notre époque, quand on s'intéresse soudainement aux nœuds, au tout début des modèles atomiques.
- La question de la cartographie est un vieux problème qui avait été partiellement résolu par différents procédés de projection. Dans la question de la représentation la plus respectueuse de la topographie, la question avait eu un nouvel intérêt par le théorème de l'application conforme de Riemann et les fonctions holomorphes dont on sait qu'elles conservent les angles là où la dérivée ne s'annule pas. L'habitude des cartographes de colorer les États de couleurs différentes avait montré que quatre couleurs suffisaient. Cette constatation très ancienne amène, en 1852, Francis Guthrie à énoncer la conjecture des quatre couleurs[55]. Il faut attendre plus de vingt ans pour que Cayley s'y intéresse[56]. Un avocat, Alfred Kempe, proposa en 1879 une démonstration par réduction mais que Percy John Heawood réfuta en 1890 par un contre-exemple invalidant le procédé de coloriage de Kempe. Cependant la tentative de Kempe montrait que le nombre chromatique de la sphère était au plus 5. Ce n'est que bien plus tard que la conjecture des quatre couleurs sera démontrée.

### Analyse réelle
- À la fin du XVIIIe siècle, faire des mathématiques consiste à écrire des égalités, parfois un peu douteuses[style à revoir], mais sans que cela choque le lecteur. Lacroix par exemple n'hésite pas à écrire{\displaystyle 1-1+1-1+...={\dfrac {1}{2}}}sous la seule justification du développement en série de Taylor de 1/(1+x). Les mathématiciens croient encore, pour peu de temps, que la somme infinie de fonctions continues est continue, et (pour plus longtemps) que toute fonction continue admet une dérivée…
- C'est Cauchy qui marque une rupture en montrant qu'une série numérique n'est commutativement convergente que si elle est absolument convergente. Mais Cauchy, qui pourtant est très proche de la notion de convergence uniforme, énonce un faux théorème de continuité d'une série de fonctions continues qu'Abel contredit par un contre-exemple du 16 janvier 1826.
- C'est encore Cauchy qui se refuse à considérer la somme de séries divergentes, au contraire des mathématiciens du XVIIIe siècle dont Lacroix est l'un des héritiers.
- Gudermann, en 1838, utilise pour la première fois, la notion de convergence uniforme. En 1847, Stokes et Seidel définissent la notion d'une série convergeant aussi lentement que l'on veut, notion équivalente à la convergence uniforme. Mais leur réflexion n'est pas mûre[non neutre]. Weierstrass donne une définition de la convergence uniforme en 1841 dans un article qui ne sera publié qu'en 1894. Il revient à Cauchy de donner la première définition claire de la notion (sans le terme uniforme) en 1853. Weierstrass, de son côté, donnera par la suite les théorèmes classiques de continuité, dérivabilité, intégrabilité des séries de fonctions continues dans ses cours à partir de 1861.
- Bolzano démontre le premier ce principe, implicite chez les auteurs du XVIIIe siècle, qu'une fonction continue qui prend des valeurs de signes différents dans un intervalle s'y annule, ouvrant la voie à la topologie par le théorème des valeurs intermédiaires.
- Karl Weierstrass donne le premier la définition de la limite d'une fonction, notion un peu floue jusque-là, en termes de « ε, η ». La notion de limite supérieure, inventée par Cauchy, est expliquée clairement par Du Bois-Reymond.
- En 1869, Charles Méray, professeur à l'université de Dijon, donne, le premier, une construction rigoureuse des nombres réels par les classes d'équivalence de suites de Cauchy de nombres rationnels. Georg Cantor donnera une construction analogue de ℝ. Karl Weierstrass construit ℝ à partir de la notion d'«agrégats» tandis que Richard Dedekind crée ℝ de la notion de coupure de l'ensemble des rationnels.
- Il faut quasiment attendre le milieu du siècle pour qu'enfin on s'intéresse aux inégalités. Tchebyschev, dans sa démonstration élémentaire du postulat de Bertrand, est l'un des premiers à les utiliser.
- Un peu avant, Bessel et Parseval, en s'occupant des séries trigonométriques démontrent ce qu'on appelle aujourd'hui les inégalités de Bessel-Parseval.
- La grande application des séries trigonométriques reste la théorie de la chaleur de Fourier, même si ce dernier ne démontre pas la convergence des séries qu'il utilise. Il faudra attendre la fin du siècle pour que la question soit vraiment clarifiée par Fejér.
- Poincaré participe au concours du roi de Suède concernant les solutions du problème des trois corps[57]. Dans le mémoire de Stockholm (1889), il donne le premier exemple de situation chaotique. Il s'exprime ainsi :

« Une cause très petite, qui nous échappe, détermine un effet considérable que nous ne pouvons pas ne pas voir, et alors nous disons que cet effet est dû au hasard. Si nous connaissions exactement les lois de la nature et la situation de l'univers à l'instant initial, nous pourrions prédire exactement la situation de ce même univers à un instant ultérieur »
- Ce n'est qu'avec regret qu'on a abandonné les séries divergentes au début du siècle sous l'impulsion de Cauchy et dans un but essentiellement de rigueur. Les séries divergentes refont, à la fin du siècle, leur apparition. Il s'agit, dans certains cas, de donner une somme à de telles séries. Le procédé de sommation de Cesàro est l'un des premiers. Borel fournit le sien, plus sophistiqué. Cela va vite devenir un sujet d'étude important que le XXe siècle va prolonger.

### Analyse complexe
- La théorie des fonctions de la variable complexe, le grand sujet de tout le XIXe siècle, prend sa source dans les travaux de Cauchy, bien qu'entrevue par Poisson[58]. Cauchy définit la notion d'intégrale de chemin. Il arrive ainsi à énoncer le théorème des résidus et les principales propriétés de l'intégrale « de Cauchy » et notamment la formule intégrale de Cauchy.
- Il justifie ainsi le développement en série de Taylor et trouve la formule intégrale des coefficients en dérivant sous le signe ∫. Il démontre les inégalités « de Cauchy » qui seront intensément utilisées, dans la théorie des équations différentielles notamment.
- Cauchy publie par la suite nombre d'applications de sa théorie dans des recueils d'exercices, notamment à l'évaluation d'intégrales réelles, qu'il n'hésite pas à généraliser en ce qu'on appelle aujourd'hui la valeur principale de Cauchy, un peu moins d'un siècle avant que Jacques Hadamard en ait besoin dans sa résolution des équations aux dérivées partielles par les parties finies de Hadamard et que Laurent Schwartz n'en vienne aux distributions.
- La théorie des fonctions analytiques se développe rapidement. Cauchy définit le rayon de convergence d'une série entière à partir de la formule qu'expliquera parfaitement Hadamard dans sa thèse, à la suite des travaux de du Bois-Reymond qui donna une définition claire de la limite supérieure.
- Ceci permet à Liouville de démontrer son théorème et d'en déduire une nouvelle et élémentaire démonstration du théorème de D'Alembert-Gauss qu'on avait eu tant de mal à démontrer au siècle avant.
- À la mort de Cauchy, le flambeau est déjà passé à Riemann (Théorème de l'application conforme, intégrale de Riemann remplaçant la conception de Cauchy…) et Weierstrass qui éclaircira la notion de point singulier essentiel et de prolongement analytique (bien qu'Émile Borel ait montré par la suite que certaines des conceptions du « maître » étaient erronées). Le point de vue « intégrale » de Cauchy se continue dans l'école française alors que le point de vue « série », développé par Weierstrass, se développe indépendamment et débouchera sur la conception des fonctions analytiques à plusieurs variables, Riemann tentant de faire le lien entre ces deux conceptions.
- La théorie de Cauchy vient juste à point pour résoudre enfin la question des intégrales elliptiques, théorie commencée par Legendre au siècle précédent. C'est Abel qui a l'idée de l'inversion des intégrales elliptiques et découvrit ainsi les fonctions elliptiques qu'on s'empressa d'étudier. La très belle théorie des fonctions elliptiques est enfin achevée lorsque paraissent le traité de Briot et Bouquet, théorie des fonctions elliptiques, 2e édition, 1875 et le traité de Georges Henri Halphen en quatre volumes, interrompu par la mort de l'auteur.
- Le résultat le plus difficile de la théorie reste le théorème de Picard qui précise le théorème de Weierstrass. La première démonstration, avec la fonction modulaire, est bien vite simplifiée par Émile Borel à la fin du siècle.
- Le siècle s'est aussi beaucoup préoccupé de la théorie des équations différentielles et notamment de la théorie du potentiel, des fonctions harmoniques. Fuchs étudie les singularités des solutions des équations différentielles ordinaires linéaires. Émile Picard découvre le procédé d'intégration des équations différentielles par récurrence, ce qui permet de prouver l'existence et l'unicité des solutions. Cela débouchera sur l'étude des équations intégrales (Ivar Fredholm, Vito Volterra…).
- Bien qu'engagée par Laplace et utilisée sporadiquement par d'autres au cours du siècle, la résolution des équations différentielles est effectuée par un électricien anglais, Oliver Heaviside, sans autre justification, en considérant l'opérateur de dérivation comme une quantité algébrique notée p. La théorie de la transformation de Laplace est née. Mais elle ne sera pleinement justifiée que par les travaux de Lerch, Carson, Bromwich, Wagner, Mellin et bien d'autres, au siècle suivant. Gabriel Oltramare donnera aussi un « calcul de généralisation » basé sur une idée voisine.
- Émile Borel commence l'étude des fonctions entières et définit la notion d'ordre exponentiel pour une fonction entière. Son but est d'élucider le comportement du module d'une fonction entière et notamment de montrer le lien entre le maximum du module de f sur le cercle de rayon R et les coefficients de la série de Taylor de F. Darboux montre que les coefficients de Taylor s'écrivent en fonction des singularités. D'autres, comme Méray, Leau, Fabry, Lindelöf, étudient la position des points singuliers sur le cercle de convergence ou le prolongement analytique de la série de Taylor.
- Poincaré définit et étudie les fonctions automorphes à partir des géométries hyperboliques. Il laisse son nom à une représentation par un demi-plan de la géométrie hyperbolique.
- Schwarz et Christoffel découvrent la transformation conforme qui porte leurs noms. Elle sera intensivement utilisée le siècle d'après par les moyens informatiques (Driscoll par exemple).
- L'apothéose est atteinte par la démonstration du théorème des nombres premiers, en 1896, par Hadamard et La Vallée Poussin indépendamment l'un de l'autre.

### Perspectives
Mais déjà le siècle est écoulé et, au congrès international de mathématique qui se tient, en cette année 1900, à Paris, David Hilbert présente une liste de 23 problèmes non résolus de première importance pour le siècle d'après. Ces problèmes couvrent une grande partie des mathématiques et vont prendre une part importante dans l'histoire mathématique du XXe siècle.

### Les livres du siècle
Ce paragraphe donne un ensemble de livres de première importance, soit par leur contenu historiquement important soit pour la synthèse qu'ils constituent sur un domaine donné. L'ordre choisi est alphabétique sur le nom des auteurs.
- (de) Paul Bachmann, Zahlentheorie, 5 tomes, 1892 Tome 1 Tome 2 Tome 3 Tome 4 Tome 5
- János Bolyai, La science absolue de l'espace, 1868
- Charles Briot et Jean-Claude Bouquet, Théorie des fonctions elliptiques, 1875
- Augustin Cauchy, Le Cours d'analyse de l'École royale polytechnique : 1re partie : Analyse algébrique, 1821
- Michel Chasles
  - Les trois livres de porismes d'Euclide, 1860
  - Traité de géométrie supérieure, 1852
  - Traité des sections coniques, faisant suite au Traité de géométrie supérieure, 1865
- Émilie du Châtelet,  Principes mathématiques de la philosophie naturelle, seule traduction française de Principia Mathematica, d'Isaac Newton, 1759
- Gaston Darboux, Leçons sur la théorie générale des surfaces et les applications géométriques du calcul infinitésimal, 4 volumes, 1887-1896, Volume 2 Volume 3 Volume 4
- Paul David Gustave du Bois-Reymond, Die Allgemeine Functionentheorie, 1882, Théorie générale des fonctions, 1887
- Joseph Fourier, Théorie analytique de la chaleur, 1822
- (de) Gottlob Frege, Die Grundlagen der Arithmetik, 1884, Les Fondements de l'arithmétique
- Évariste Galois, Œuvres mathématiques, 1846
- (la) Carl Friedrich Gauss, Disquisitiones arithmeticae, 1801, Recherches arithmétiques sur wikisource, 1807.
- Goursat, Leçons sur l'intégration des équations aux dérivées partielles du second ordre, 2 volumes, 1896-1898, Volume 1 Volume 2
- (de) Hermann Günther Grassmann, Die lineare Ausdehnungslehre, 1844, La science de la grandeur extensive
- Georges Henri Halphen, Traité des fonctions elliptiques et de leurs applications, 3 volumes, 1886-1891, Volume 1 Volume 2 Volume 3
- (en) William Rowan Hamilton, Lecture on Quaternions, 1853
- (de) David Hilbert, Grundlagen der Geometrie, 1899, Les principes fondamentaux de la géométrie, 1900
- Camille Jordan
  - Traité des substitutions et des équations algébriques, 1870
  - Cours d'analyse de l'École polytechnique, 1882-1883, 3 volumes. Volume 1 Volume 2 Volume 3
- (de) Felix Klein, Vorlesungen über das Ikosaeder und die Auflösung der Gleichungen vom fünften Grade (Conférences sur l'icosaèdre et les solutions de l'équation du cinquième degré), 1888
- Joseph-Louis Lagrange, Leçons sur le calcul des fonctions, 1806
- Pierre-Simon de Laplace
  - Traité de mécanique céleste, 1798-1825
  - Théorie analytique des probabilités, 1812
- Adrien-Marie Legendre
  - Traité des fonctions elliptiques et des intégrales eulériennes, 2 volumes, 1825-1826
  - Éléments de géométrie, ouvrage qui vient remplacer les Éléments d'Euclide.
  - Théorie des nombres, 1830
- Alexandre Liapounov, Problème général de la stabilité et du mouvement, 1892-1893
- (de) Nikolaï Ivanovitch Lobatchevski, Pangeometrie
- James Clerk Maxwell, Traité d'électricité et de magnétisme, 2 volumes, 1885-1887
- Charles Méray, Leçons nouvelles sur l'analyse infinitésimale et ses applications géométriques, 1894-1895
- (de) August Ferdinand Möbius, Der barycentrische Calcul, 1827
- Gaspard Monge, La géométrie descriptive, an 7 = 1799
- Paul Painlevé, Leçons sur la théorie analytique des équations différentielles, 1897
- Émile Picard, Traité d'analyse, 3 volumes, 1892-1896
- Jean-Victor Poncelet, Traité des propriétés projectives des figures, 2 volumes, 1822
- Joseph-Alfred Serret, Cours d'Algèbre supérieure, 2 volumes, 1877
- Jules Tannery et Jules Molk, Éléments de la théorie des fonctions elliptiques, 3 volumes, 1893-1898
- Félix Tisserand, Traité de Mécanique céleste, 4 volumes, 1889-1894
- (de) Heinrich Weber, Lehrbuch der Algebra, 2 volumes, 1898-1899

## XXesiècle
Le XXe siècle aura été un siècle extraordinairement fécond du point de vue mathématique. Trois théorèmes importants apparaissent : d'une part le théorème de Gödel ; d'autre part la démonstration de la conjecture de Shimura-Taniyama-Weil qui entraîna la démonstration du dernier théorème de Fermat ; enfin la démonstration des conjectures de Weil par Pierre Deligne, ces deux derniers résultats conséquences des innovations importantes en géométrie algébrique, dues à Grothendieck.
De nouveaux domaines de recherche sont nés ou se sont développés : les systèmes dynamiques, à la suite des travaux de Poincaré, les probabilités, la topologie, la géométrie différentielle, la logique, la géométrie algébrique, à la suite des travaux de Grothendieck...

### La communauté mathématique explose
- Le métier de mathématicien a réellement commencé à se professionnaliser à la fin du XIXe siècle. Grâce à la mondialisation des connaissances, aux progrès des transports, puis aux moyens électroniques de communication, la recherche mathématique n'est plus localisée sur un pays ou un continent. Depuis la fin du XIXe siècle, de nombreux colloques, congrès, séminaires, se tiennent à un rythme soutenu, voire annuellement.
- Hormis deux congrès qui se sont tenus au XIXe siècle, vingt et un congrès internationaux de mathématiques se sont tenus au XXe siècle, un presque tous les quatre ans malgré les interruptions dues aux guerres mondiales.
- L'apparition de l'ordinateur a sensiblement modifié les conditions de travail des mathématiciens à partir des années 1980.
- Le développement mathématique a explosé depuis 1900. Au XIXe siècle, on estime qu'on publiait environ 900 mémoires par an. Alors que ce chiffre est d'actuellement plus de 15 000. Le nombre des mathématiciens est ainsi passé de quelques centaines ou milliers à plus d'un million et demi en moins d'un siècle[réf. nécessaire].
- On a soutenu 292 thèses d'État de mathématiques entre 1810 et 1901 en France[59]. À la fin du XXe siècle, c'est le nombre de thèses soutenues annuellement.

### Algèbre

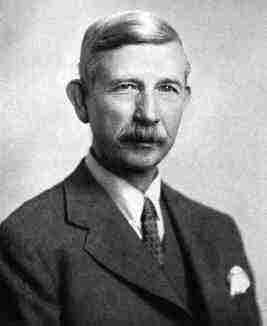
Wedderburn est surtout connu pour avoir démontré que tout corps fini est commutatif.

Leonard Eugene Dickson commence l'étude systématique des corps finis et obtient la première classification des corps finis commutatifs. La structure de l'anneau des polynômes associé y est explicitée. Avec Joseph Wedderburn, en 1905, il démontre qu'il n'existe pas de corps fini non commutatif.

### Mécanique

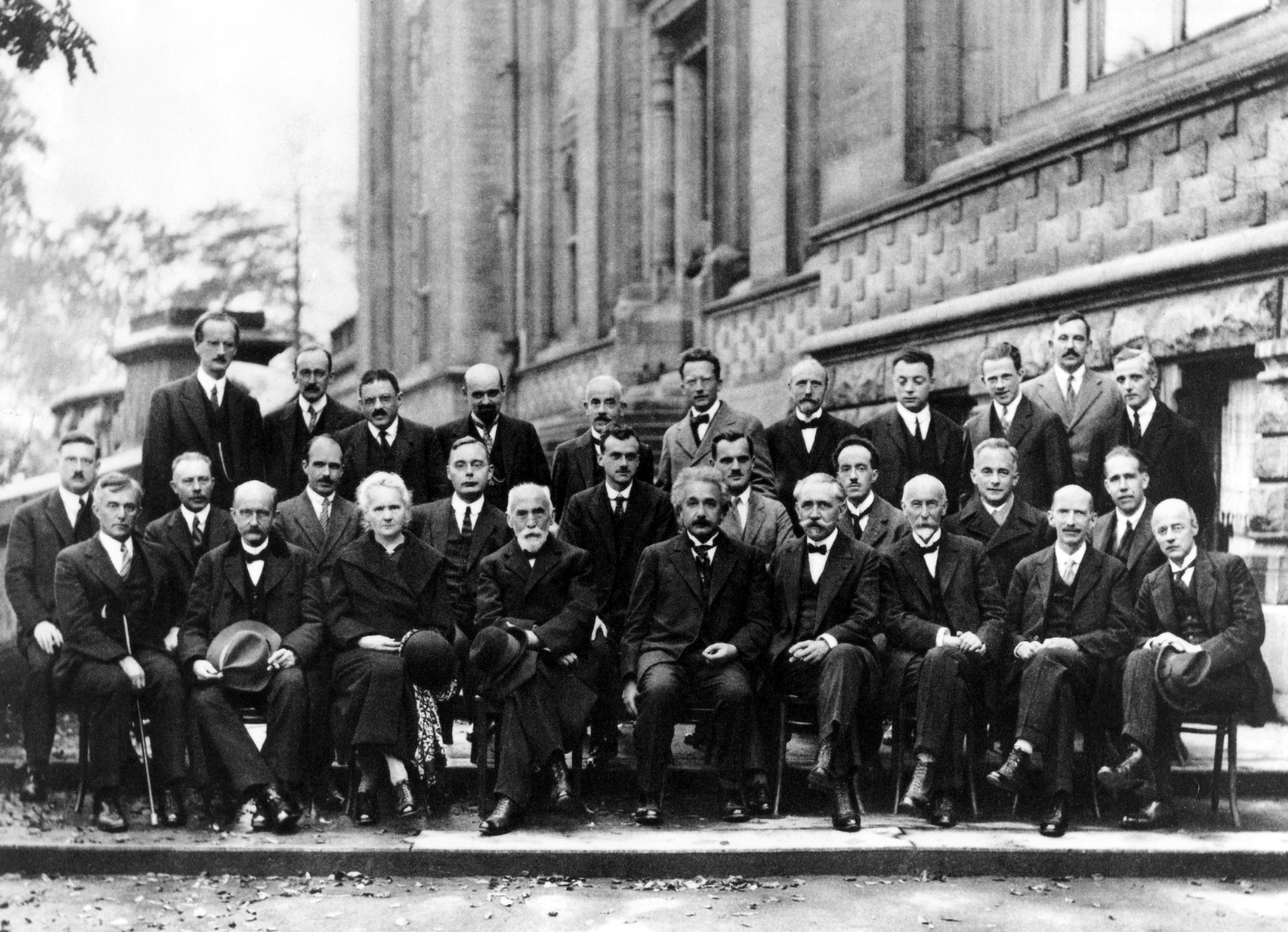
Le congrès Solvay de 1927 a réuni les meilleurs physiciens de l'époque.

- Édouard Husson, dans sa thèse soutenue en 1906, résout définitivement le problème des intégrales premières de la mécanique classique pour le mouvement d'un solide autour d'un point fixe. Il n'y a que quatre intégrales premières possibles, la quatrième n'apparaissant que dans trois cas particuliers, le mouvement d'Euler-Poinsot, celui de Lagrange-Poisson et enfin celui de Sophie Kowaleski. L'intégration complète par quadrature est donc possible dans ces trois cas. Cependant Goriatchoff montre que l'intégration est aussi possible dans le cas de conditions initiales particulières, et un second cas est indiqué par Nicolaus Kowalevski en 1908.
- La mécanique devient l'objet d'études poussées. Poincaré et Einstein publient une mécanique qui ne renferme la mécanique newtonienne qu'en y faisant tendre la célérité c de la lumière vers l'infini. La transformation de Galilée laisse sa place à la transformation de Lorentz. Et une nouvelle généralisation, une théorie de la gravitation, prend le nom de théorie de la relativité générale, entre 1909 et 1916, utilisant les développements récents de la géométrie différentielle intrinsèque (énoncée par Tullio Levi-Civita en 1900).
- Alors que Bruns avait démontré en 1887 que toute nouvelle intégrale première du problème des trois corps était nécessairement une combinaison des dix intégrales premières déjà connues et que Poincaré avait montré en 1889 la divergence des séries utilisées comme solutions du problème (séries de Lindstedt) et même le caractère chaotique des solutions, Sundman, en 1909, résout le problème des trois corps en donnant une série analytique convergente pour tout temps.
- La relativité générale permet de théoriser l'univers dans son ensemble, la cosmologie moderne est née. L'univers statique d'Einstein et celui de De Sitter sont bientôt accompagnés par des univers en évolution régis par les équations de Friedman, aidé par les recherches de Hubble et Humason qui viennent de découvrir qu'un décalage vers le rouge systématique trahit une expansion de l'Univers.
- En 1900, Max Planck cherchant un modèle rendant compte correctement du phénomène du corps noir, introduit une constante signifiant que l'échange d'énergie entre les ondes lumineuses et la matière se fait de manière discontinue. Cette constante permet d'écrire des formules qui donnent des résultats en accord avec les mesures expérimentales (par exemple le modèle de Bohr en 1913), sans que personne en comprenne la cohérence avec les principes de base de la physique. En 1924, Louis de Broglie, partant de l'idée de l'identité entre le principe de Fermat pour les ondes et le principe de moindre action de Maupertuis pour les corps matériels (la constante de Planck homogénéisant les dimensions), associe à toute particule une onde Ψ, et retrouve ainsi plusieurs résultats expérimentaux[réf. nécessaire]. L'école de Copenhague interprète les relations d'incertitudes d'Heisenberg comme une invitation à considérer le module de l'onde Ψ comme une probabilité d'état (position, vitesse, etc) de la particule, rompant avec un déterminisme total qui étaient l'apanage de la mécanique de Newton et dont Einstein sera le défenseur acharné dans le paradoxe Einstein-Podolski-Rosen. Les notions de base de la physique (particule, matière, position, force, etc) perdent rapidement leurs caractères intuitifs car leurs propriétés, décrites par les mathématiques, transgressent les visualisations géométriques. La mécanique quantique utilise intensément les équations différentielles, puis, à partir de la seconde quantification de Dirac, nécessite l'utilisation et le développement de la théorie des opérateurs. À partir des années 1960, l'essentiel des résultats de la physique des particules est théorisé à partir des groupes et algèbres de Lie. Les différentes tentatives d'unification de la relativité générale et de la physique quantique sont autant d'échecs au point qu'on désespère de trouver cette théorie unitaire qui réconcilierait les deux mondes. La théorie pentadimensionnelle de Kaluza-Klein, la théorie d'Einstein de 1931, la théorie de la double solution de De Broglie, la théorie cinématique de Milne, les spéculations d'Eddington sur le nombre 137[Quoi ?], la théorie de Bondi et Gold… apportent chacune une idée nouvelle, géométrique en général, mais qui ne résolvent pas le problème de l'incompatibilité des deux mécaniques. Les auteurs, surtout des physiciens, se lancent à corps perdu dans une algébrisation de leurs théories qui débouchent sur la théorie des cordes, la théorie M… qui sont encore loin de résoudre toutes les questions posées. La géométrie non commutative, développée à partir de la théorie des opérateurs, est une autre piste suivie par certains.

### Analyse
- Le siècle commence par la thèse de Lebesgue Intégrale, longueur, aire qui constitue vraiment le début de la théorie de la mesure. Par la suite, de nouvelles intégrales sont créées sur les traces de Lebesgue (intégrales de Denjoy, de Perron et d'Henstock…). La théorie de la mesure finit par rejoindre la théorie des probabilités qui est axiomatisée en 1933 par Kolmogorov.
- La théorie de Lebesgue mène à l'étude des espaces Lp. Et sur les traces de Hilbert, Riesz, Banach, les opérateurs différentiels sont étudiés. C'est l'occasion de créer la théorie des distributions, dont les prémisses avaient été données par Hadamard qui avait introduit les parties finies dans un problème d'hydrodynamique[61]. S'illustrent ainsi Gelfand, Chilov, Schwartz, Vekoua. L'étude des conditions de régularité des solutions des équations aux dérivées partielles permet à Sergueï Sobolev et ses continuateurs de définir ses espaces de fonctions et les théorèmes de trace en fonction des propriétés géométriques du domaine.
- La théorie spectrales des opérateurs linéaires, notamment auto-adjoints, opérant dans un espace de Hilbert a été commencée par David Hilbert, dans six mémoires publiés entre 1904 et 1910. Hermann Weyl, de son côté, fit avancer la théorie des équations différentielles singulières du second ordre. John von Neumann développa le concept de l'espace de Hilbert abstrait entre 1927 et 1929, cadre dans lequel il commença l'étude des opérateurs auto-adjoints non bornés essentiellement pour les besoins de la théorie quantique naissante. Frigyes Riesz et M. H. Stone développèrent la théorie spectrale et l'étendirent aux opérateurs normaux non bornés. Des applications aux opérateurs différentiels et l'extension aux opérateurs semi-bornés symétriques furent l'œuvre de K. O. Friedrichs en 1934 et Krein en 1947.
- En 1927, la théorie des corps ordonnables d'Artin-Schreier permet de clarifier la nécessité d'un argument d'analyse dans la preuve du théorème fondamental de l'algèbre, le théorème de D'Alembert-Gauss.
- Abandonnés depuis le formalisme de Weierstrass, vers 1850, les infiniments petits de l'époque héroïque (XVIIe siècle) reprennent du service[style trop lyrique ou dithyrambique] sous l'impulsion de Abraham Robinson en 1960 qui crée l'analyse non standard. En 1970, Nelson ajoute à l'axiomatique classique de Zermelo-Fraenkel+axiome du choix (ZFC) un nouveau prédicat qui lui permet d'interpréter l'analyse non standard de Robinson dans une théorie plus facile. Les résultats démontrés dans l'analyse non standard qui s'expriment dans ZFC seul sont alors vrais dans ZFC seul.

### Théorie des groupes
- La théorie des groupes occupe beaucoup de monde. Notamment les groupes finis sporadiques dont l'étude ne sera achevée que dans les années 1980. L'étude des groupes de Lie se poursuit et l'algébrisation de la physique devient un enjeu majeur.

### Topologie
- Poincaré énonce en 1904 la conjecture qui porte son nom : « Considérons une variété compacte V simplement connexe, à 3 dimensions, sans bord. Alors V est homéomorphe à une hypersphère de dimension 3 ». Elle sera démontrée en 2003 par Grigori Perelman.

### Équations différentielles
- Dans l'étude des équations différentielles, Painlevé découvre de nouvelles transcendantes. Son étude est continuée par Gambier.
- Un mémoire de Henri Dulac[62], de 1923, contient l'énoncé qu'un champ de vecteurs X à coefficients polynomiaux du plan possède au plus un nombre fini de cycles limites (un cycle limite est une courbe intégrale analytique fermée et isolée de X) qui suscitera beaucoup de travaux complémentaires avant de devenir le théorème de Dulac. À l'instar de nombre de théorèmes « démontrés », la démonstration fut contestée dans les années 1960. Celle de Dulac comportait des « trous » mis en évidence par des contre-exemples de Ilyashenko. Le théorème de Dulac devint la conjecture de Dulac. Puis la preuve fut complétée par Jean Écalle[63] et la conjecture de Dulac retrouva son statut de théorème sous la forme : « Pour tout champ de vecteurs analytique dans le plan, les cycles limites ne s'accumulent pas. »

### Théorie des nombres
- La thèse de Cahen (1894) avait fait l'objet de nombreuses critiques. Ce fut l'occasion de nouvelles études dans les séries de Dirichlet et la théorie des fonctions L, particulièrement par Szolem Mandelbrojt.
- Robert Daniel Carmichael découvre les nombres de Carmichael en 1909. Il faut attendre 1994 pour qu'Alford, Granville et Pomerance démontrent qu'il y en a une infinité[64]. Plus précisément, ces auteurs montrent que le nombre C(x) de nombres de Carmichael inférieurs à x est minoré par x2/7 à partir d'un certain rang. Divers auteurs ont donné des majorations de C(x).
- On s'attacha à simplifier les preuves du théorème des nombres premiers (Landau, Erdős et Selberg…) et celles du théorème de Picard (Borel). La fonction zêta de Riemann, dans le but de démontrer l'hypothèse de Riemann, est l'objet de très nombreuses recherches de Hardy et Littlewood, Speiser, Bohr, Hadamard… sans pour autant que le mystère ne soit résolu. Titchmarsh écrit en 1951 un traité sur la théorie de la fonction ζ de Riemann qui reste l'un des plus complets.
- Le problème de Waring est partiellement résolu par Hilbert en 1909 qui montre l'existence de g(k) tandis que Wieferich s'attaque à la détermination du plus petit g(k) pour un entier k donné. Le problème de la détermination de G(k) est commencé par Hardy et Littlewood qui énoncent même une conjecture non encore démontrée. Les majorations de G(k) données par Vinogradov ont été améliorées par Heilbronn (1936), Karatsuba (1985), Wooley (1991). On connait les valeurs de G(k) pour k compris entre 2 et 20 par les travaux de Landau, Dickson, Wieferich, Hardy et Littlewood… Linnik donna une méthode de résolution du problème de Waring par une voie purement arithmétique en 1943, utilisant une idée de Schnirelmann.
- Viggo Brun démontre en 1919 la convergence de la série des inverses des nombres premiers jumeaux, en utilisant une méthode issue du crible de Erathostène-Legendre qui restera comme le crible de Brun, inaugurant la méthode du crible moderne qui se développe principalement avec Selberg.
- Une forme faible de la conjecture de Goldbach est résolue par Vinogradov en 1936 en montrant que presque tous les nombres entiers impairs s'écrivent comme somme de trois nombres premiers.

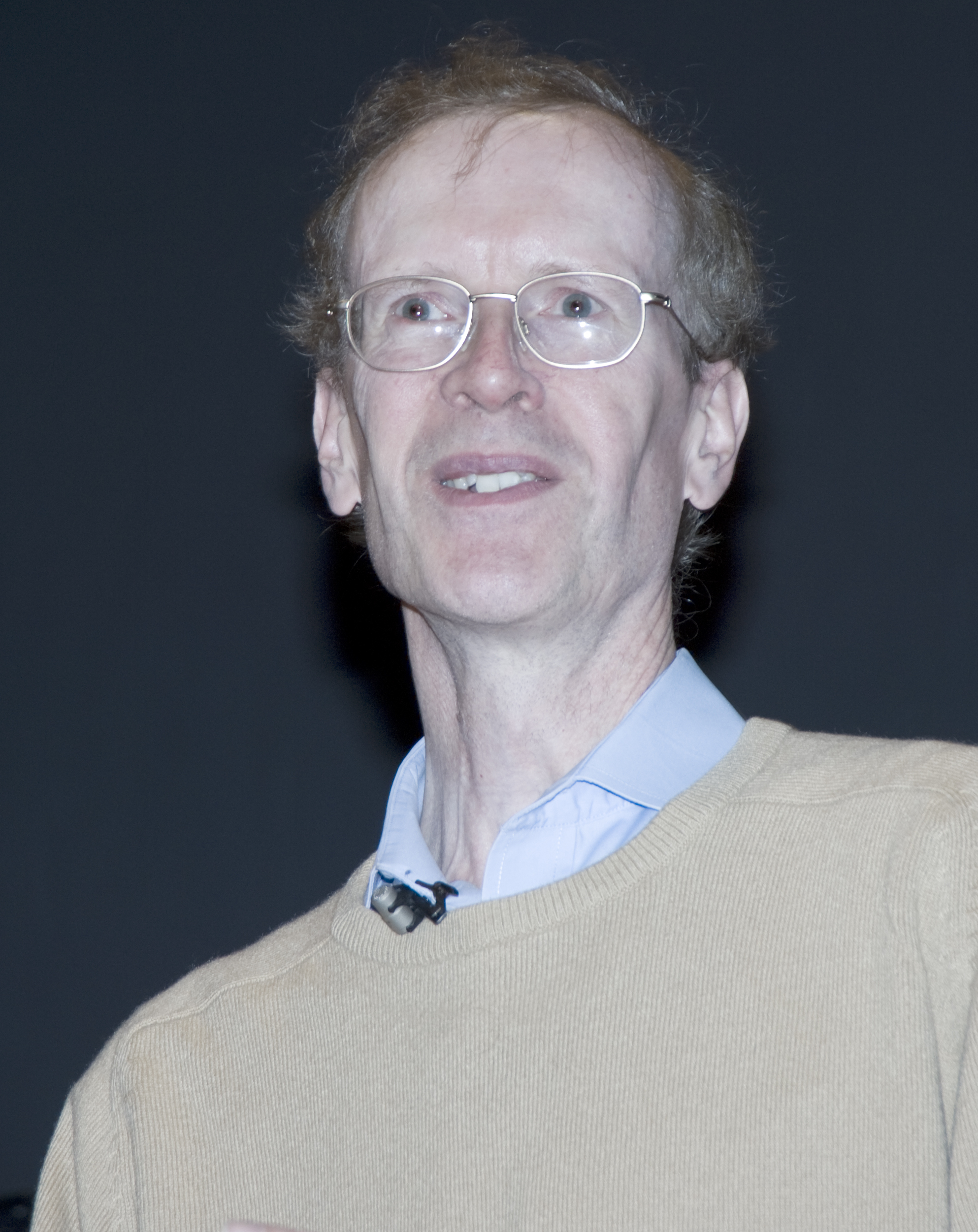
Andrew Wiles.

- André Weil démontre l'hypothèse de Riemann pour les fonctions zeta locales en 1940 et énonce les conjectures qui portent son nom, qui sont démontrées dans le siècle.

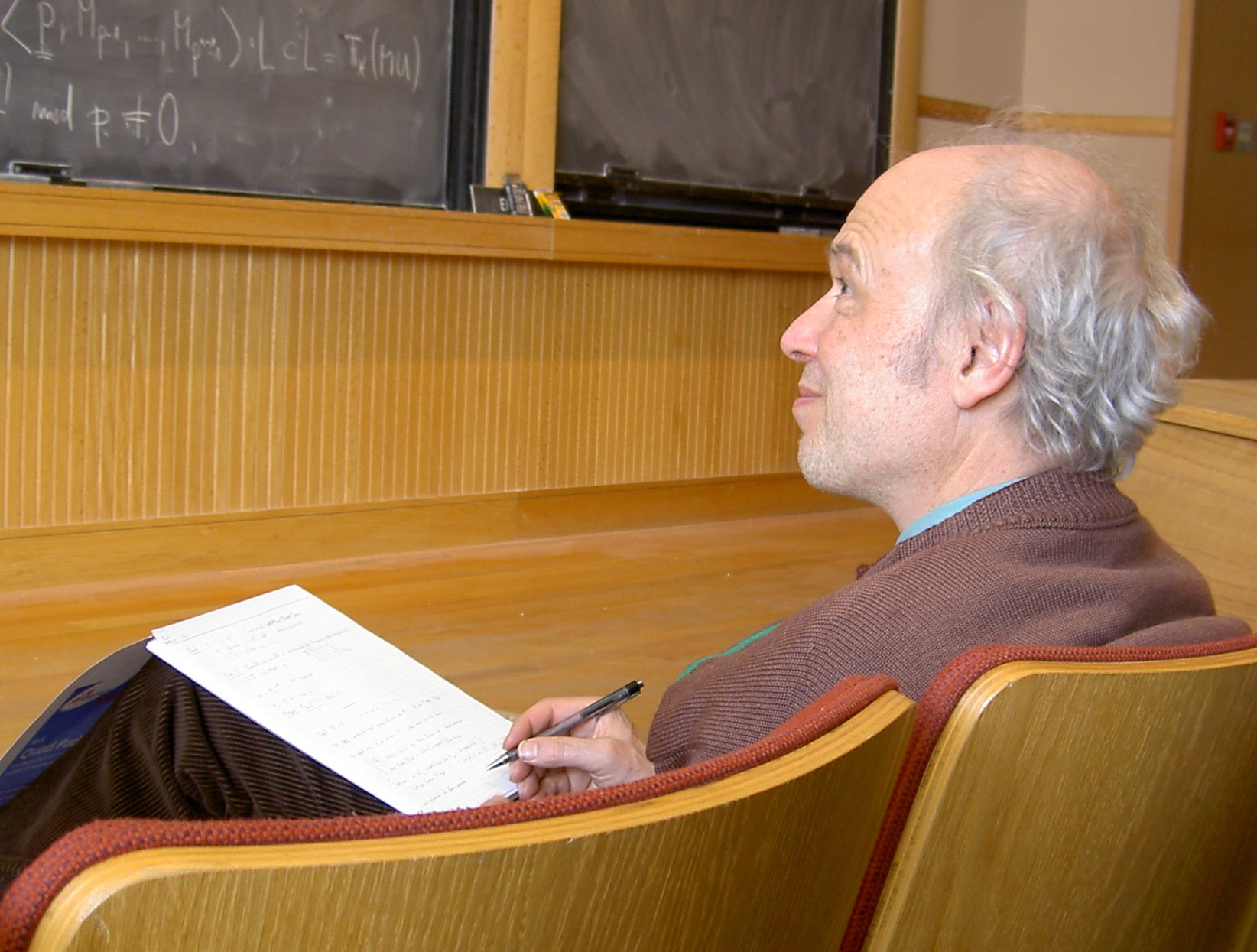
Pierre Deligne en 2004. Sa démonstration d'une des conjectures d'André Weil fut un « coup de tonnerre dans le ciel serein de la théorie des nombres ».

- Pierre Deligne démontre, contre toute attente[pas clair], la conjecture de Weil sur les valeurs propres des endomorphismes de Frobenius en géométrie algébrique[65].
- Des travaux d'Yves Hellegouarch lient dès les années 1960 le dernier théorème de Fermat à l'arithmétique de courbes algébriques particulières, les courbes elliptiques, mais ce n'est qu'au milieu des années 1980 que Kenneth Ribet montre que démontrer la conjecture de Shimura-Taniyama-Weil (ou conjecture modulaire), qui affirme un lien précis entre les fonctions modulaires et les courbes elliptiques, entraînerait le dernier théorème de Fermat. Au bout de sept ans de recherches, Andrew Wiles annonce en 1993, au cours d'une série de conférences sur les courbes elliptiques et leurs représentations lors d'un colloque à Cambridge, la démonstration de la conjecture de Shimura-Taniyama-Weil pour une large famille de courbes elliptiques (ce qui suffit pour le théorème de Fermat). Un problème technique retarde plusieurs mois la mise au point de la preuve, mais fin 1994, le dernier théorème de Fermat est démontré. Peu après, la conjecture de Shimura-Taniyama-Weil est complètement démontrée.

### Graphes
- De nombreux théorèmes puissants et inattendus sont démontrés, comme, généralisant la caractérisation des graphes planaires, le théorème de Robertson-Seymour.
- Mais c'est surtout les progrès de l'informatique qui amènent, par exemple, à la démonstration du théorème des quatre couleurs, ou, de façon plus anecdotique, à montrer qu'il existe plus de 13 267 364 410 532 solutions au problème du cavalier (Wegener et Brendan McKay, indépendamment ; Ernesto Mordecki, un mathématicien uruguayen, en 2001, a majoré le nombre des solutions à 1,305.1035).

### Analyse complexe
- La première véritable preuve du théorème de l'application conforme de Riemann (1851) est donnée par Constantin Carathéodory en 1912 en utilisant les surfaces de Riemann. Elle est bientôt simplifiée par Koebe. Une autre preuve est donnée en 1922 par Fejér et Riesz, elle-même simplifiée par Ostrowski et Carathéodory.
- Carathéodory énonce et démontre en 1906 un lemme qu'il appelle lemme de Schwarz. Son énoncé, bien que très simple, va se révéler extraordinairement fécond après que Pick l'a étendu en 1916. De nombreuses autres extensions, celles de Carathéodory (1926) et de Nehari (en) (1947) par exemple, suivront. On verra le lien entre le lemme de Schwarz et la métrique de Poincaré sous-jacente.
- Bieberbach, en 1916, va émettre une conjecture généralisant le lemme de Schwarz qui ne sera définitivement résolue que par Louis de Branges de Bourcia, après près de 70 ans de recherches, en 1985.
- Après la Première Guerre mondiale, la communauté mathématique française, qui avait perdu beaucoup de ses membres, se replia sur son sujet favori : l'analyse complexe et la théorie des fonctions analytiques dont elle était la principale instigatrice.
- La théorie des fonctions entières d'ordre infini est l'œuvre d'Otto Blumenthal vers 1913.
- L'importance de la formule de Jensen s'affirme dans la théorie de la croissance initiée par Émile Borel[66].
- La théorie des fonctions presque périodiques, initiée par Bohr, est développée par différents auteurs tels que Favard, Levitan, Besicovitch et Weyl, avant d'être intégrée à la théorie des groupes abéliens localement compact développée par Von Neumann.
- À la frontière entre la théorie des nombres premiers et l'analyse complexe, la théorie de la fonction zêta de Riemann est développée depuis la fin du XIXe siècle. Le traité de Landau de 1909, qui rassemblait en une théorie cohérente les connaissances de l'époque, suscite de nouvelles recherches et reste une source d'inspiration jusqu'au traité de Titchmarsh de 1951 qui le remplace. Les travaux de Vinogradov, commencés dans les années 1930, aboutissent aux estimations de la région sans zéro de la fonction zêta de Riemann qu'on n'arrive pas à améliorer depuis 1959. Parallèlement les fonctions L sont étudiées.

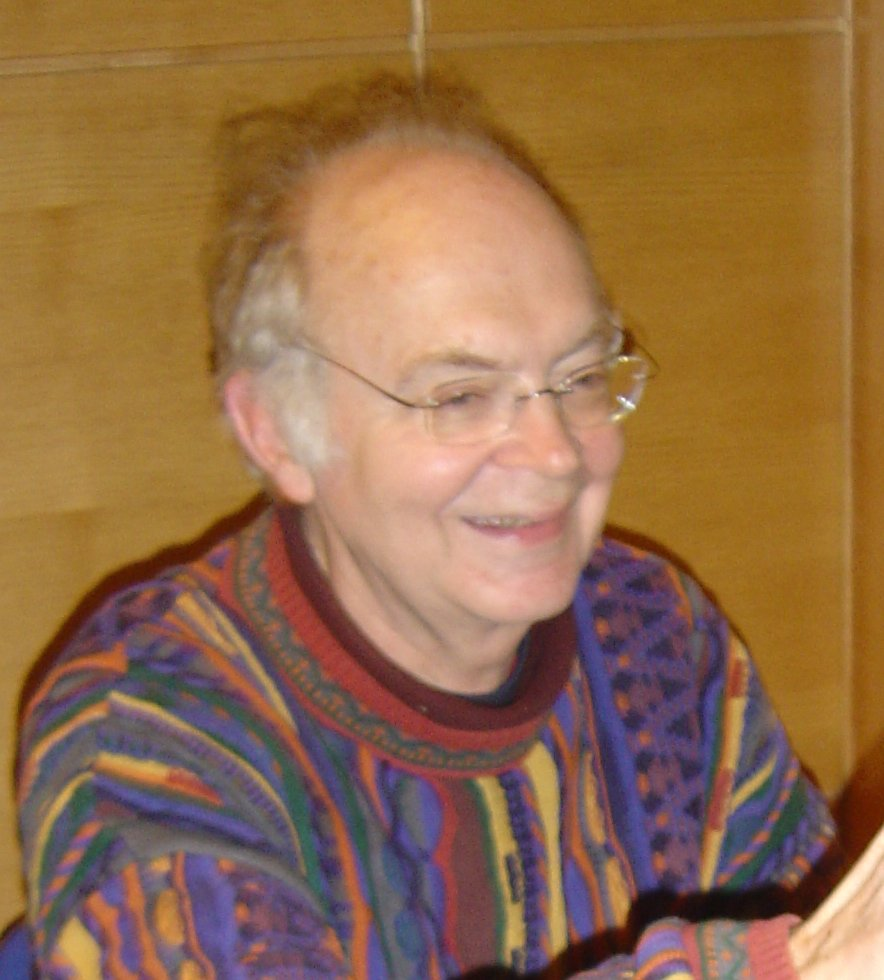
Donald Knuth

### Logique et théorie des ensembles
- Sur la question des fondements, les mathématiciens se disputent allègrement, et des branches apparaissent sous l'impulsion de Brouwer, de Henri Poincaré… Cependant la majorité de la communauté mathématique adhère à l'axiome du choix dont Kurt Gödel montrera en 1938 que, tout comme l'hypothèse généralisée du continu, il pouvait être ajouté aux axiomes de la théorie des ensembles de Zermelo-Fraenkel sans introduire de contradictions[67]. En réalité, ces deux énoncés sont indépendants des autres axiomes : ce sont des propositions indécidables (Paul Cohen, 1963). Les démonstrations de non-contradiction fleurissent (sous réserve de la non-contradiction de la théorie des ensembles).
- Le programme que David Hilbert promeut dans les années 1920, lance les recherches sur la théorie de la démonstration. Hilbert souhaite assurer les fondements de mathématiques, et en particulier le maniement d'objets infinis, par des preuves de cohérence (non contradiction) suffisamment élémentaires des théories mathématiques. On notera les travaux de Herbrand (1930) et de Gentzen, trop vite décédés, le premier en 1931, le second en 1945.
- En 1931, Gödel montre avec son premier théorème d'incomplétude, que pour toute théorie axiomatique arithmétique non contradictoire, il existe des énoncés arithmétiques vrais qui ne sont pas démontrables dans cette théorie. Il en déduit son second théorème d'incomplétude : la cohérence d'une théorie arithmétique comme l'arithmétique de Peano, ou plus généralement d'une théorie qui permet de formaliser l'arithmétique (comme la théorie des ensembles) ne peut être démontrée dans la théorie elle-même si celle-ci est cohérente, résultat qui rend irréalisable le programme de Hilbert, du moins sous sa forme initiale.
- Church invente le lambda calcul et énonce sa thèse, Turing invente la machine abstraite qui porte son nom et Kleene précise la définition des fonctions récursives. La notion de fonction calculable est inventée. Matiyasevich démontre qu'il n'existe pas d'algorithme qui permette de dire si une équation diophantienne est résoluble, donnant ainsi une réponse négative aux dixième problème de Hilbert[68]. La théorie des automates et la théorie des langages apparaissent.
- Donald Knuth publie son encyclopédie sur l'art de la programmation et crée une nouvelle discipline : l'analyse d'algorithmes. Il crée aussi le langage de composition de textes TeX, universellement utilisé pour les écrits scientifiques.

### Probabilités
- La notion de mesure développée par Émile Borel en 1897 est complétée par Henri-Léon Lebesgue et sa théorie de l'intégration[69]. Cette notion d'analyse est utilisée par les probabilistes pour une définition plus rigoureuse de la probabilité et entre autres de la densité de probabilité
- La première version moderne du théorème central limite est donnée par Alexandre Liapounov en 1901[70] et la première preuve du théorème moderne donnée par Paul Lévy en 1910.
- En 1902, Andrei Markov introduit les chaînes de Markov[71] pour entreprendre une généralisation de la loi des grands nombres pour une suite d'expériences dépendant les unes des autres. Ces chaînes de Markov connaîtront de nombreuses applications, entre autres pour modéliser la diffusion ou pour l'indexation de sites web sur Google.
- En 1933, la théorie des probabilités sort d'un ensemble de méthodes et d'exemples divers et devient une véritable théorie, axiomatisée par Kolmogorov.
- Kiyoshi Itō met en place une théorie et un lemme qui porte son nom dans les années 1940. Ceux-ci permettent de relier le calcul stochastique et les équations aux dérivées partielles faisant ainsi le lien entre analyse et probabilités. Le mathématicien Wolfgang Döblin avait de son côté ébauché une théorie similaire avant de se suicider à la défaite de son bataillon en juin 1940. Ses travaux furent envoyés à l'Académie des sciences dans un pli cacheté qui ne fut ouvert qu'en 2000.

### Analyse numérique
- Richard Courant introduit les éléments finis en 1940. Cette méthode sert à la résolution numérique d'équations aux dérivées partielles. Elle ne prendra véritablement de l'importance qu'avec l'informatique et des procédés de maillage performants et adaptés, qui n’apparaissent pas avant les années 1980.
- Les méthodes de Monte-Carlo se développent, sous l'impulsion de John von Neumann et Stanislas Ulam notamment, lors de la Seconde Guerre mondiale dans le cadre des recherches sur la fabrication de la bombe atomique. Elles sont nommées ainsi par allusion aux jeux de hasard pratiqués à Monte-Carlo. Ces méthodes probabilistes servent à la résolution numérique d'équations aux dérivées partielles, d'équations différentielles stochastiques, et d'estimations d'intégrales multiples.

### Paradoxes apparents et curiosités
- Si l'acceptation de l'axiome du choix permet de démontrer l'existence de bases dans les espaces vectoriels de dimension infinie, notamment les espaces de Hilbert, cela a aussi des conséquences plus étranges, comme le paradoxe de Banach-Tarski : il existe un découpage d'une sphère parfaite en cinq morceaux tel qu'avec les morceaux on puisse reconstituer deux sphères parfaites de même diamètre que la première.
- D'autres curiosités, comme le théorème du retournement de la sphère de Smale (qui utilise l'axiome du choix), sont démontrées.

## XXIesiècle

### Topologie
La conjecture de Poincaré est démontrée en 2003 par Grigori Perelman.